# كوداك

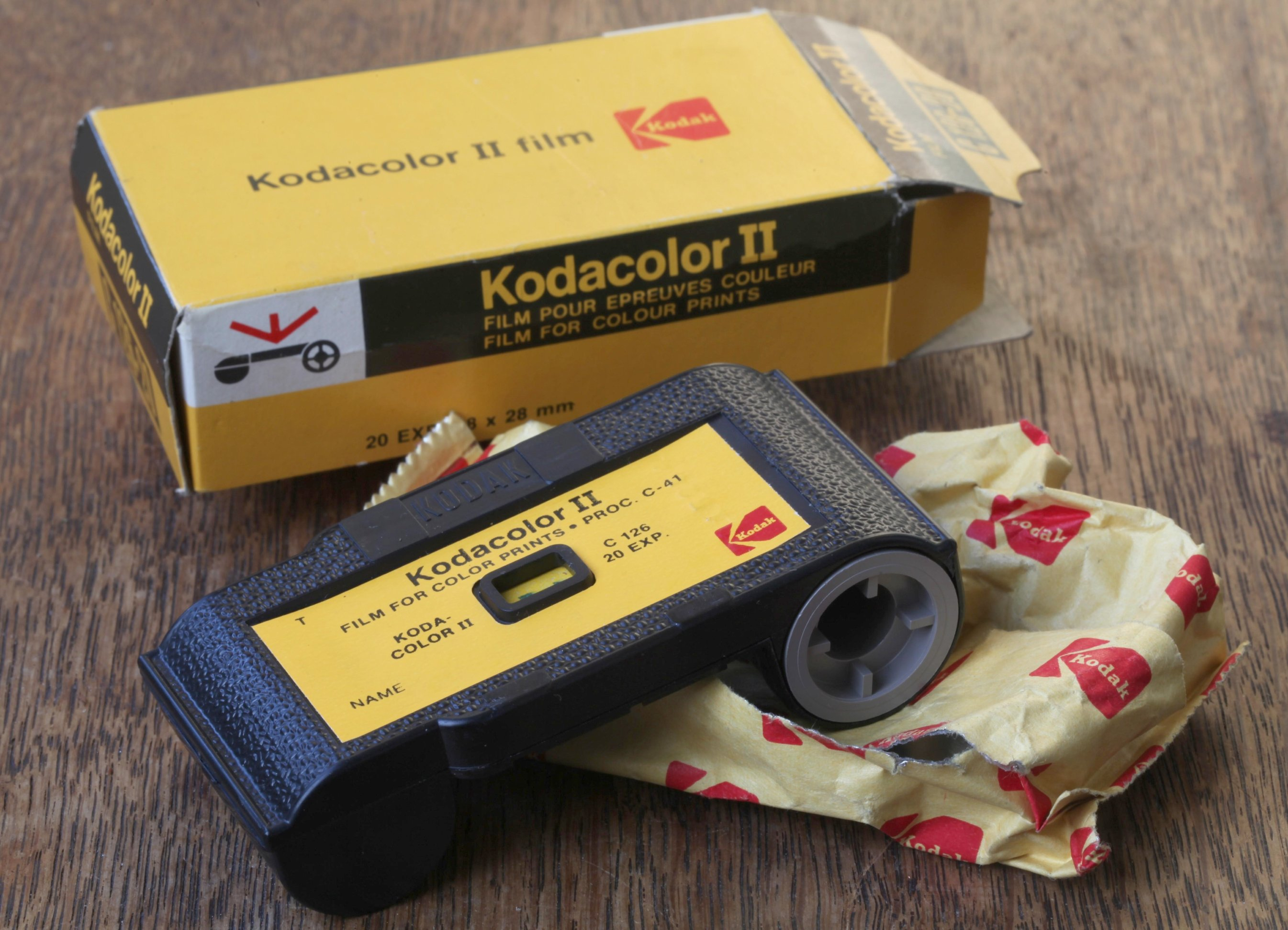
خرطوشة فيلم كوداكولور الثاني 126، تنتهي صلاحيتها عام 1980.

شركة إيستمان كوداك (بالإنجليزية: Eastman Kodak)‏ واختصارها كوداك (بالإنجليزية: Kodak)‏ هي شركة أمريكية عامة تنتج منتجات متنوعة تتعلق بأساسها التاريخي في التصوير الفوتوغرافي التناظري. يقع المقر الرئيسي للشركة في روتشستر، نيويورك، وتأسست في نيو جيرسيز. توفر كوداك خدمات التغليف والطباعة الوظيفية والاتصالات الرسومية والخدمات المهنية للشركات في جميع أنحاء العالم. قطاعات أعمالها الرئيسية هي أنظمة الطباعة وأنظمة نفث الحبر للمؤسسات والطباعة والتغليف بتقنية مايكرو 3D والبرمجيات والحلول والمستهلك والأفلام. تشتهر بمنتجات أفلام التصوير الفوتوغرافي.
أسس جورج إيستمان وهنري أ. سترونج كوداك في 4 سبتمبر 1888. خلال معظم القرن العشرين، احتلت كوداك موقعًا مهيمنًا في فيلم التصوير الفوتوغرافي. كان انتشار الشركة في كل مكان بحيث دخل شعار «لحظة كوداك» في المعجم المشترك لوصف حدث شخصي يستحق أن يُسجل للأجيال القادمة. بدأت كوداك تكافح ماليًا في أواخر التسعينيات، نتيجة لانخفاض مبيعات أفلام التصوير وبطء انتقالها إلى التصوير الرقمي، على الرغم من تطوير أول كاميرا رقمية قائمة بذاتها. كجزء من إستراتيجية التحول، بدأت كوداك في التركيز على التصوير الرقمي والطباعة الرقمية، وحاولت تحقيق إيرادات من خلال التقاضي العدواني بشأن براءات الاختراع.
في كانون الثاني (يناير) 2012، تقدمت كوداك بطلب لحماية الفصل 11 من الإفلاس في محكمة الإفلاس بالولايات المتحدة للمنطقة الجنوبية من نيويورك. بعد ذلك بوقت قصير، أعلنت كوداك أنها ستتوقف عن صنع الكاميرات الرقمية وكاميرات الفيديو الجيب وإطارات الصور الرقمية والتركيز على سوق التصوير الرقمي للشركات. لا تزال الكاميرات الرقمية تُباع تحت علامة كوداك التجارية بواسطة JK التصوير المحدودة بموجب اتفاقية مع كوداك. في أغسطس 2012، أعلنت كوداك عن نيتها بيع أفلامها الفوتوغرافية والماسحات الضوئية التجارية وعمليات الأكشاك، كإجراء للخروج من الإفلاس، ولكن ليس عمليات أفلامها السينمائية. في يناير 2013، وافقت المحكمة على تمويل كوداك للخروج من الإفلاس بحلول منتصف 2013. باعت كوداك العديد من براءات الاختراع الخاصة بها مقابل ما يقرب من 525.000.000 دولار لمجموعة من الشركات (بما في ذلك أبل وجوجل وفيسبوك وأمازون ومايكروسوفت وسامسونج وأدوبي سيستيم وإتش تي سي) تحت الاسمين إنتيليكال فينتشرز وشركة RPX. في 3 سبتمبر 2013، خرجت الشركة من الإفلاس بعد أن تخلت عن التزاماتها القديمة الكبيرة وخرجت من العديد من الشركات. أصبح التصوير الشخصي وتصوير المستندات الآن جزءًا من كوداك ألاريس، وهي شركة منفصلة مملوكة لشركة خطة كوداك التقاعدية ومقرها المملكة المتحدة.
استجابةً لوباء كوفيد-19، أعلنت كوداك في عام 2020 أنها ستبدأ في إنتاج مواد الأدوية.

## التاريخ

### اسم
كان الحرف k المفضل لدى إيستمان، ونُقل عنه قوله: «يبدو أنها نوع من الخطاب القوي والقاطع». ابتكر هو ووالدته اسم كوداك باستخدام مجموعة الجناس الناقصة. قال إيستمان إن هناك ثلاثة مفاهيم رئيسية استخدمها في إنشاء الاسم: يجب أن تكون قصيرة وسهلة النطق ولا تشبه أي اسم آخر أو ترتبط بأي شيء آخر. وفقًا لإعلان عام 1920، «تم اختراع الاسم ببساطة — مكون من أحرف أبجدية لتلبية متطلبات علامتنا التجارية. كان قصيرا ومبهجاً ومن المرجح أن يبقى في ذهن الجمهور».

### البداية والاستراتيجية
منذ تأسيس الشركة من قبل جورج إيستمان في عام 1888، اتبعت كوداك نموذج الأعمال الخاص بالشفرات لبيع الكاميرات الرخيصة وتحقيق هوامش كبيرة من المواد الاستهلاكية - الأفلام والمواد الكيميائية والورق. في أواخر عام 1976، استحوذت كوداك على 90% من مبيعات الأفلام و85% من مبيعات الكاميرات في الولايات المتحدة. طورت شركة كوداك وحصلت على براءة اختراع لأول كاميرا رقمية محمولة في عام 1975.

### كاميرا كوداك (1888)
تم تقديم كاميرا كوداك في عام 1888 في الولايات المتحدة الأمريكية. تم إنشاء النموذج الأصلي بواسطة جورج ايستمان. كانت كاميرا على شكل صندوق مغطاة بالجلد مع عدسة دائرية وزر على الجانب لالتقاط الصور. تضمنت هذه الكاميرا لفة من السليلويد المرنة لمائة تعريض فوتوغرافي. تعتبر واحدة من أهم الكاميرات في تاريخ التصوير لأنها ساهمت في إتاحة التصوير لعامة الناس (بسبب تصميمه وعمله وسعره) والأهم من ذلك للمستخدمين غير المحترفين.

#### مميزات
كان كوداك عبارة عن صندوق كاميرا مبني على شكل متوازي السطوح. في الجزء العلوي كان يحتوي على مفتاح دوار، على جانب واحد، زر لتنشيط الغالق، وفي المقدمة، عدسة الكاميرا. في الداخل، كان يحتوي على قضيب دوار (سرعان ما تم استبدال هذا الشريط بآلية أبسط بسبب سعر التصنيع) لتشغيل المصراع: عندما ضغط المستخدم على الزر لالتقاط صورة، تم شد حبل داخلي وبدأ التعريض الضوئي. بمجرد التقاط الصورة، كان على المستخدم تدوير المفتاح العلوي لتغيير الإطار المحدد داخل الشريط السيليلويد. لم تحتوي الكاميرا على عدسة الكاميرا، ومع ذلك، فقد تضمنت صورتين ظليلتين على شكل V في الجزء العلوي لتسهيل تأطير موضوع التصوير. علاوة على ذلك، كانت كوداك أول كاميرا تستخدم السيلولويد المرن الذي اخترعه
جورج إيستمان. المواد المستخدمة أثناء بناء الكاميرا هي: الخشب (هيكل الصندوق)، والزجاج (العدسة)، والجلد (غطاء أو غطاء الخشب) والمعدن (للأزرار والآليات الداخلية).
تضمنت الكاميرا شريط سينمائي لالتقاط 100 صورة. بمجرد بيع هذا، كان لدى المستخدم إمكانية إرسال الكاميرا مرة أخرى إلى الشركة المصنعة ايستمان كوداك بسعر 10 دولارات (285 دولارًا اليوم). بعد ذلك، أعيد هذا إلى العميل بشريط سيليلويد جديد مع سلبيات الصور المؤطرة السابقة.

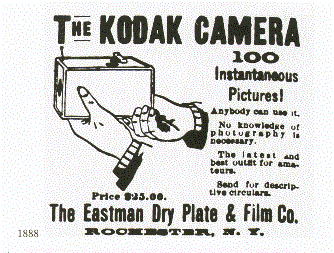
إعلان كاميرا كوداك من عام 1888.

#### الدعاية والتأثير
استخدمت كوداك لعام 1888 سلسلة من الشعارات الإعلانية التي تمكنت من الترويج للعلامة التجارية وجعلها مرئية بحلول الوقت الذي ظهرت فيه النماذج الجديدة للعلامة التجارية. أصبحت هذه الشعارات رمزًا لعلامة كوداك التجارية، لأنها جعلت تعميم التصوير ممكنًا. تم بيع كاميرا كوداك الأصلية بسعر تجزئة يبلغ 25 دولارًا (711 دولارًا اليوم) ولديها نظام بسيط وعملي لتصوير الصور، وهو مزيج لم يكن موجودًا في السوق حتى ذلك الحين. في الواقع، فإن الشعار المستخدم على لوحات الإعلانات الخاصة بشركة كوداك وفي إعلانات أخرى ينص على «أن تضغط على الزر، نقوم بالباقي». تهدف العبارة إلى إبراز السهولة التي توفرها كاميرا كوداك في التصوير الفوتوغرافي وما بعد التطوير.

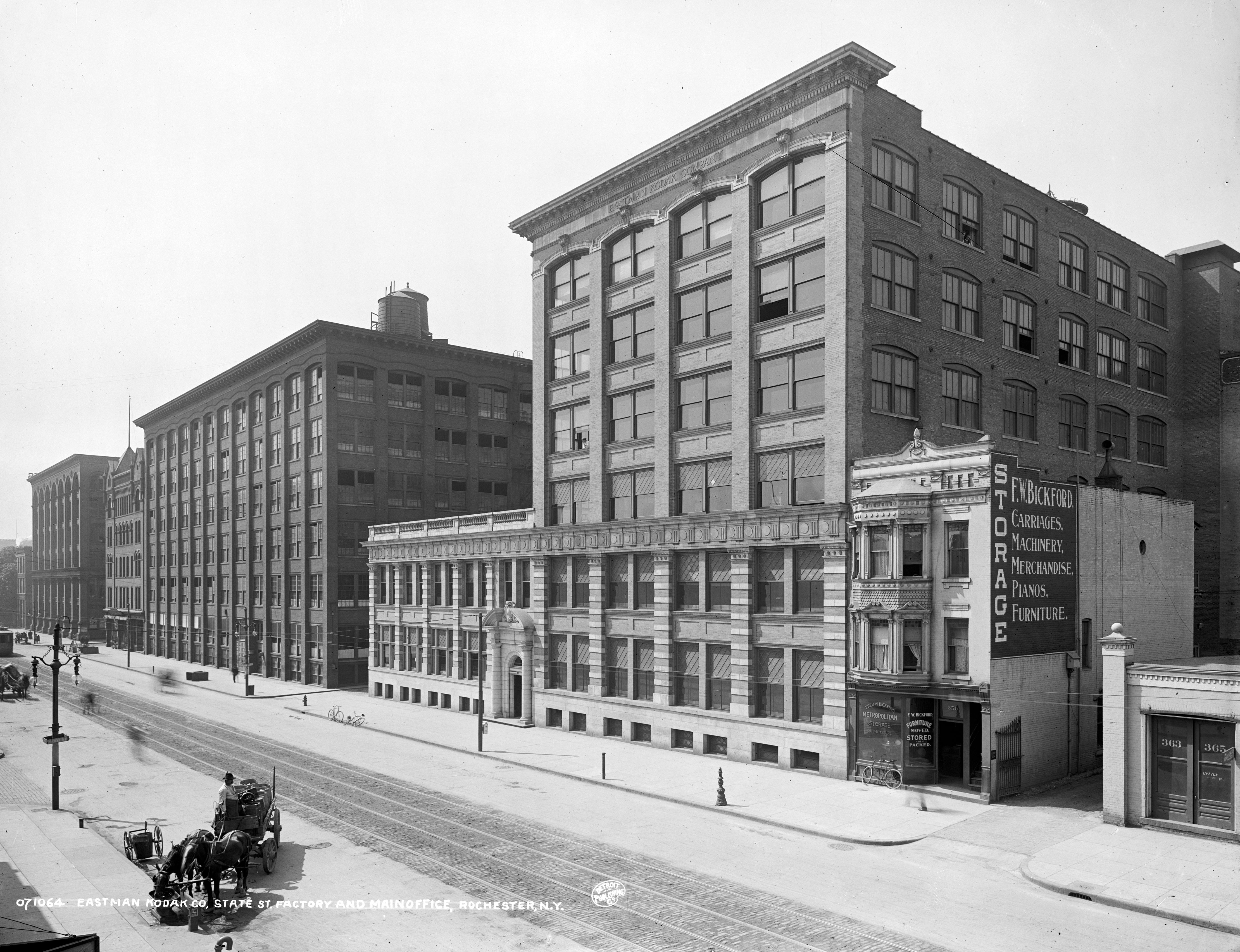
مصنع كوداك والمكتب الرئيسي في روتشستر، حوالي عام 1910.

### التنافس مع فوجي فيلم
دخلت المنافسة اليابانية فوجي فيلم إلى السوق الأمريكية (عبر فوجي فوتو فيلم الولايات المتحدة الأمريكية) بأفلام وإمدادات منخفضة السعر، لكن كوداك لم تصدق أن المستهلكين الأمريكيين سيتخلون عن علامتها التجارية. رفض كوداك فرصة أن يصبح الفيلم الرسمي لأولمبياد لوس أنجلوس 1984. فازت فوجي بحقوق الرعاية هذه، مما منحها موطئ قدم دائم في السوق. افتتحت فوجي مصنعًا للأفلام في الولايات المتحدة، وبدأ تسويقها القوي وخفض الأسعار في الحصول على حصة في السوق من كوداك. انتقلت شركة فوجي من حصة 10% في أوائل التسعينيات إلى 17% في عام 1997. تقدمت فوجي أيضًا إلى السوق الاحترافية من خلال أفلام الشفافية المتخصصة مثل فيلفيا وبروفيا، والتي تنافست بنجاح مع منتج كوداك الاحترافي المميز، كوداكروم، ولكنها استخدمت آلات معالجة E-6 الأكثر اقتصادا وشائعة والتي كانت قياسية في معظم مختبرات المعالجة، بدلاً من ذلك من الآلات المخصصة التي تتطلبها كوداكروم. سرعان ما وجدت أفلام فوجي ميزة تنافسية في الأفلام السلبية عالية السرعة، مع هيكل حبيبي أكثر إحكامًا.
في مايو 1995، قدمت كوداك التماسًا إلى وزارة التجارة الأمريكية بموجب المادة 301 من قانون التجارة بحجة أن أدائها السيئ في السوق اليابانية كان نتيجة مباشرة لممارسات غير عادلة تبنتها فوجي. تم تقديم الشكوى من قبل الولايات المتحدة إلى منظمة التجارة العالمية. في 30 كانون الثاني (يناير) 1998، أعلنت منظمة التجارة العالمية عن «رفض شامل لشكاوى كوداك» بشأن سوق الأفلام في اليابان. أظهرت النتائج المالية لشركة كوداك للسنة المنتهية في كانون الأول (ديسمبر) 1997 أن عائدات الشركة انخفضت من 15.97 مليار دولار في عام 1996 إلى 14.36 مليار دولار في عام 1997، أي بانخفاض أكثر من 10%. وارتفع صافي أرباحها من 1.29 مليار دولار إلى 5 ملايين دولار فقط لنفس الفترة. انخفضت حصة كوداك في السوق من 80.1% إلى 74.7% في الولايات المتحدة، وهو انخفاض لمدة عام واحد بمقدار خمس نقاط مئوية كان المراقبون يشيرون إلى أن كوداك كانت بطيئة في الاستجابة للتغيرات وقللت من شأن منافسيها.
على الرغم من إدراك كل من فوجي وكوداك منذ سبعينيات القرن الماضي بالتهديد القادم للتصوير الرقمي، وعلى الرغم من أن كلاهما سعى إلى التنويع كاستراتيجية للتخفيف، إلا أن فوجي كان أكثر نجاحًا في التنويع.

### التحول إلى الرقمية

تم تقديم شعار كوداك في عام 1971. النسخة المعروضة هنا - مع اسم «كوداك» في محرف أكثر حداثة - تم استخدامه من عام 1987 حتى توقف الشعار في عام 2006. وأعيد تقديم نسخة منقحة في عام 2016.

شعار كوداك من 2006 إلى 2016. لا يزال يستخدمه كوداك ألاريس.

على الرغم من أن كوداك طورت أول كاميرا رقمية محمولة في عام 1975، فقد تم إسقاط المنتج خشية أن يهدد الدخل الرئيسي لشركة كوداك، أعمالها في مجال التصوير الفوتوغرافي. في التسعينيات، خططت كوداك لرحلة استمرت عقدًا من الزمن للانتقال إلى التكنولوجيا الرقمية. اتصل الرئيس التنفيذي جورج إم سي فيشر بشركة مايكروسوفت والتجار المستهلكين الجدد الآخرين. كانت الكاميرات الرقمية الاستهلاكية الرائدة كويك تاك من أبل، والتي تم طرحها في عام 1994، تحمل علامة أبل ولكن تم إنتاجها بواسطة كوداك. تم إطلاق DC-20 وDC-25 في عام 1996. بشكل عام، على الرغم من ذلك، لم يكن هناك تنفيذ يذكر للاستراتيجية الرقمية الجديدة. لم تواجه الأعمال الأساسية لشركة كوداك أي ضغوط من التقنيات المنافسة، وبما أن المديرين التنفيذيين في كوداك لم يتخيلوا عالماً بدون أفلام تقليدية، لم يكن هناك حافز كبير للخروج عن هذا المسار. تحول المستهلكون تدريجياً إلى العروض الرقمية من شركات مثل سوني. في عام 2001، انخفضت مبيعات الأفلام، وهو ما عزته كوداك إلى الصدمات المالية التي سببتها هجمات 11 سبتمبر. يأمل المسؤولون التنفيذيون أن تتمكن كوداك من إبطاء التحول إلى الرقمية من خلال التسويق القوي.
تحت قيادة دانيال كارب، خليفة فيشر كرئيس تنفيذي، قامت كوداك بخطوتها في سوق الكاميرات الرقمية، من خلال عائلة الكاميرات الرقمية إيزي شير. أنفقت كوداك موارد هائلة في دراسة سلوك العملاء، واكتشفت أن النساء على وجه الخصوص أحبن التقاط الصور الرقمية ولكنهن شعرن بالإحباط عند نقلهن إلى أجهزة الحاسوب الخاصة بهن. أصبحت حاجة المستهلك الرئيسية غير الملباة فرصة كبيرة. بمجرد أن بدأت كوداك في تشغيل آلة تطوير المنتجات، أصدرت مجموعة واسعة من المنتجات التي سهلت مشاركة الصور عبر أجهزة الحاسوب. كان أحد ابتكاراتهم الرئيسية هو رصيف الطابعة، حيث يمكن للمستهلكين إدخال كاميراتهم في هذا الجهاز المضغوط،
والضغط على زر، ومشاهدة صورهم وهي تُطرح. بحلول عام 2005، احتلت كوداك المرتبة الأولى في الولايات المتحدة في مبيعات الكاميرات الرقمية التي ارتفعت بنسبة 40% لتصل إلى 5.7 مليار دولار.
على الرغم من النمو المرتفع، فشلت كوداك في توقع مدى سرعة تحول الكاميرات الرقمية إلى سلع، مع هوامش ربح منخفضة، حيث دخلت المزيد من الشركات السوق في منتصف العقد الأول من القرن الحادي والعشرين. في عام 2001، احتلت كوداك المرتبة الثانية في مبيعات الكاميرات الرقمية في الولايات المتحدة (خلف سوني) لكنها خسرت 60 دولارًا على كل كاميرا تم بيعها، بينما كان هناك أيضًا نزاع بين الموظفين من أقسامها الرقمية والأفلام. انخفض نشاط صناعة الأفلام، حيث تمتعت كوداك بهوامش ربح عالية، بنسبة 18% في عام 2005. أدى الجمع بين هذين العاملين إلى أرباح مخيبة للآمال بشكل عام. سرعان ما تم تقويض كاميراتها الرقمية من قبل المنافسين الآسيويين الذين يمكن أن ينتجوا عروضهم بسعر أرخص. حصلت كوداك على 27% من حصة السوق الرائدة في عام 1999، والتي انخفضت إلى 15% بحلول عام 2003. في عام 2007، احتلت كوداك المرتبة الرابعة في مبيعات الكاميرات الرقمية في الولايات المتحدة بحصة 9.6%، وبحلول عام 2010، احتلت المرتبة السابعة بعد كانون وسوني ونيكون وغيرها، وفقًا لشركة الأبحاث مركز هرتسليا متعدد التخصصات. أيضًا، تم التقاط نسبة أصغر من الصور الرقمية على كاميرات رقمية مخصصة، حيث تم استبدالها تدريجياً في أواخر العقد الأول من القرن الماضي بواسطة الكاميرات على الهواتف المحمولة والهواتف الذكية والأجهزة اللوحية.

### إستراتيجية جديدة

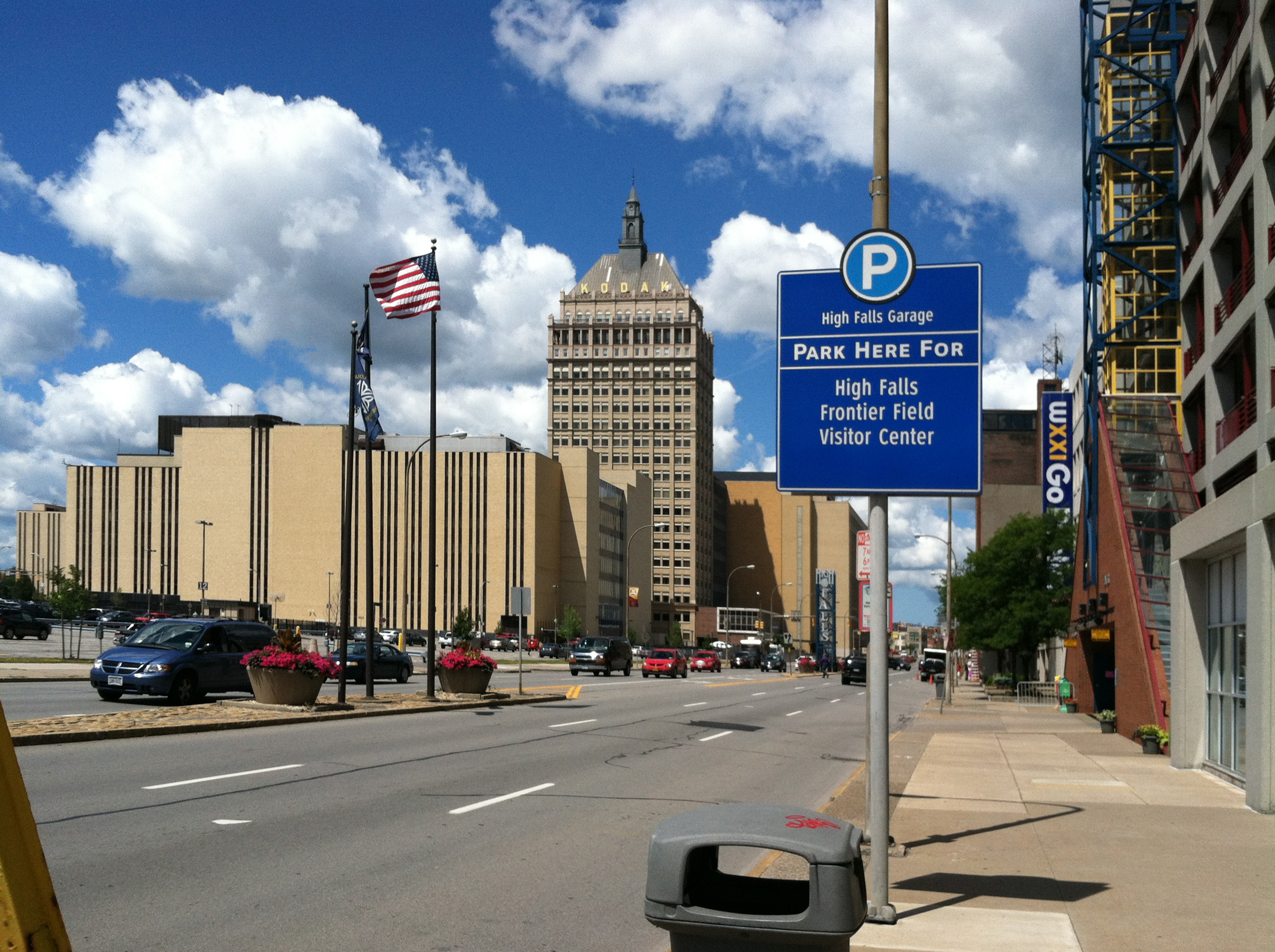
المقر الرئيسي لشركة كوداك في روتشستر، نيويورك

ثم بدأت كوداك تحولًا في الاستراتيجية: في حين أن كوداك قد فعلت كل شيء في السابق، أغلق الرئيس التنفيذي أنطونيو بيريز مصانع الأفلام وألغى 27000 وظيفة لأنها استعانت بمصادر خارجية في التصنيع. استثمر بيريز بكثافة في التقنيات الرقمية والخدمات الجديدة التي استفادت من ابتكاراتها التكنولوجية لزيادة هوامش الربح. كما أنفق مئات الملايين من الدولارات لبناء أعمال حبر طابعة بهامش مرتفع لتحل محل مبيعات الأفلام المتراجعة. رفضت إستراتيجية الحبر الخاصة بشركة كوداك نموذج أعمال ماكينات الحلاقة والشفرات الذي استخدمته شركة هوليت-باكارد الرائدة في السوق حيث كانت طابعات كوداك باهظة الثمن ولكن الحبر كان أرخص. اعتبارًا من عام 2011، قيل إن هذه الخطوط الجديدة من الطابعات النافثة للحبر على وشك تحقيق ربح، على الرغم من أن بعض المحللين كانوا متشككين حيث تم استبدال المطبوعات تدريجياً بنسخ إلكترونية على أجهزة الحاسوب والأجهزة اللوحية والهواتف الذكية. تم النظر إلى طابعات الصور المنزلية، ومكابس نفث الحبر التجارية عالية السرعة، وبرامج سير العمل، والتغليف باعتبارها الأعمال الأساسية الجديدة للشركة، حيث من المتوقع أن تتضاعف مبيعات هذه الشركات الأربعة إلى ما يقرب من ملياري دولار في الإيرادات في عام 2013 وتمثل 25% من جميع المبيعات. ومع ذلك، بينما اعتبرت كوداك الطابعات المنزلية من الأعمال الأساسية في أواخر أغسطس 2012، أجبرت المبيعات المنخفضة كوداك في نهاية سبتمبر على الإعلان عن خروجها من سوق نفث الحبر للمستهلكين.
تحولت كوداك أيضًا إلى التقاضي من أجل تحقيق إيرادات. في عام 2010، تلقت 838 مليون دولار من ترخيص براءات الاختراع الذي تضمن تسوية مع إل جي.

### إفلاس
في عام 2011، على الرغم من التقدم المحرز، استنفدت كوداك احتياطياتها النقدية بسرعة، مما أثار مخاوف الإفلاس، كان لديها 957 مليون دولار نقدًا في يونيو 2011، انخفاضًا من 1.6 مليار دولار في يناير 2001. في عام 2011، ورد أن كوداك استكشفت بيع أو ترخيص محفظتها الواسعة من براءات الاختراع من أجل درء الإفلاس. بحلول يناير 2012، اقترح المحللون أن الشركة قد تدخل في الإفلاس يليها مزاد لبراءات الاختراع الخاصة بها، حيث ورد أنها تجري محادثات مع سيتي جروب لتوفير تمويل المدين الحيازي. تم تأكيد ذلك في 19 يناير 2012، عندما تقدمت الشركة بطلب حماية الفصل 11 من الإفلاس وحصلت على تسهيل ائتماني بقيمة 950 مليون دولار لمدة 18 شهرًا من سيتي جروب لتمكينها من مواصلة العمليات. بموجب شروط الحماية من الإفلاس، كان لدى كوداك موعد نهائي في 15 فبراير 2013 لوضع خطة إعادة تنظيم.
في أبريل 2013، عرضت كوداك أول كاميرا مايكرو فور ثيردس، ليتم تصنيعها بواسطة تصوير JK.
في 3 سبتمبر 2013، أعلنت كوداك أنها خرجت من الإفلاس كشركة تكنولوجيا تركز على التصوير للأعمال. قطاعات أعمالها الرئيسية هي الطباعة الرقمية والمؤسسات والرسومات والأفلام الترفيهية والتجارية.
في 12 مارس 2014، أعلنت كوداك أنه تم تعيين جيف كلارك كرئيس تنفيذي وعضو في مجلس إدارتها.
في 1 يناير 2015، أعلنت كوداك عن هيكل جديد من خمسة أقسام أعمال، أنظمة الطباعة وأنظمة نفث الحبر للمؤسسات والطباعة الدقيقة ثلاثية الأبعاد والتغليف والبرمجيات والحلول والمستهلك والأفلام.

### الجدول الزمني

#### 1880–98

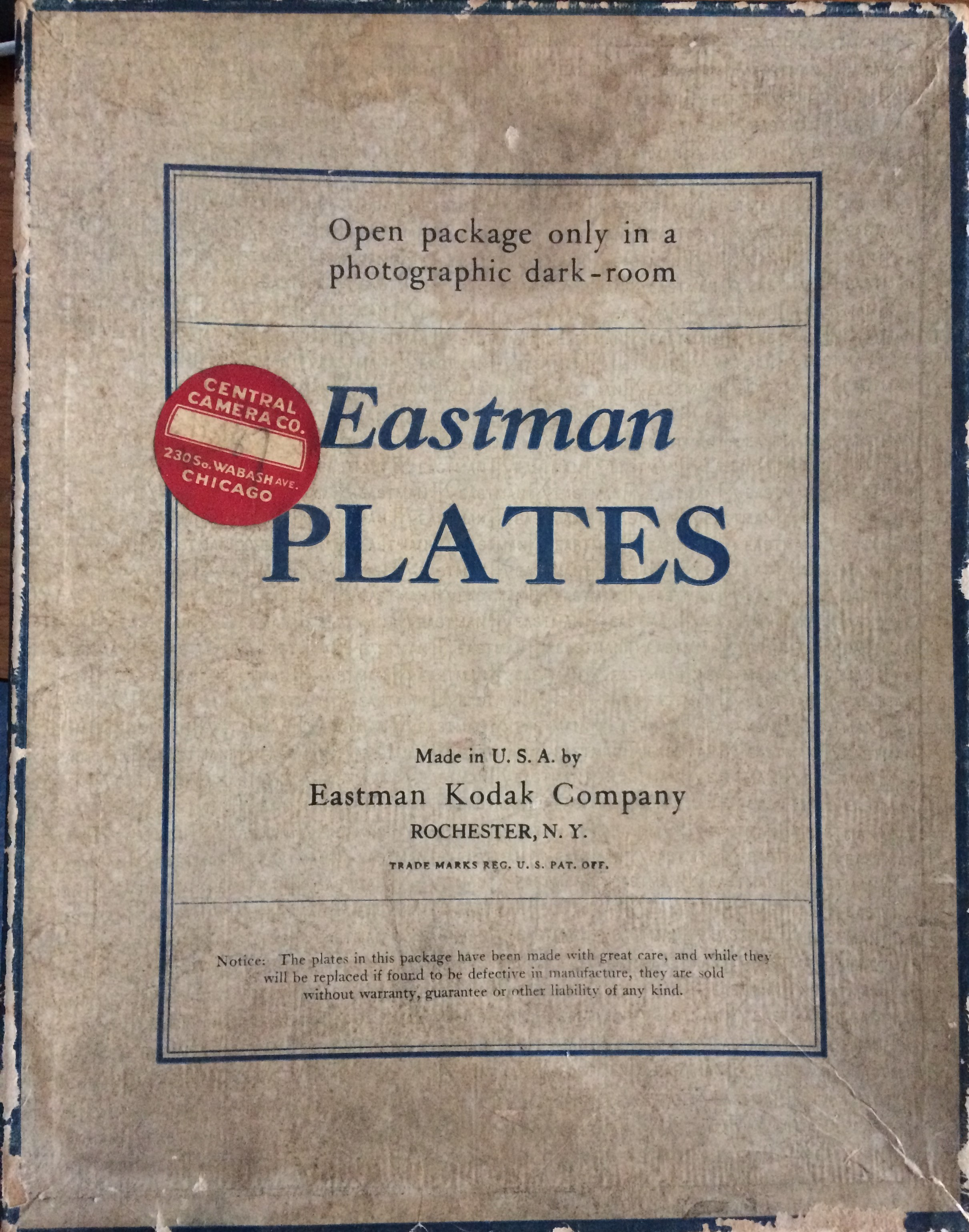

- أبريل 1880: استأجر جورج إيستمان الطابق الثالث من مبنى في شارع ستيت ستريت في روتشستر نيويورك وبدأ التصنيع التجاري للألواح الجافة.
- 1 يناير 1881: إيستمان ورجل الأعمال هنري أ. شكلت سترونج شراكة تسمى شركة إيستمان دراي بلايت.[67] استقال إيستمان من منصبه في بنك روتشستر للتوفير من أجل العمل بدوام كامل في شركة إيستمان دراي بليت.
- 1884: تم حل شراكة إيستمان سترونج وتشكلت شركة إيستمان للألواح الجافة والأفلام مع 14 مالكًا. كانت شركة إيستمان دراي بليت مسؤولة عن أول كاميرات مناسبة للاستخدام غير المتخصص.
- 1885: اشترى جورج إيستمان براءات اختراع ديفيد هيوستن لفيلم رول وطورها أكثر. كانت هذه هي الأساس لاختراع أفلام الصور المتحركة، كما استخدمها صانعو الأفلام الأوائل وتوماس إديسون.
- 4 سبتمبر 1888: سجلت إيستمان العلامة التجارية كوداك.[68]

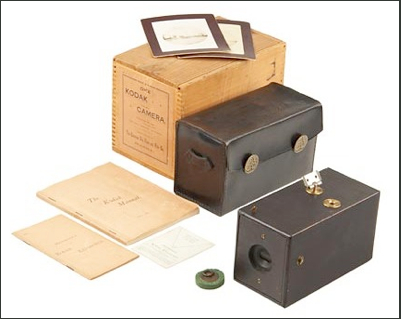
كاميرا كوداك أصلية كاملة مع صندوق وكاميرا وحالة وسدادة عدسة لباد ودليل ومذكرة وبطاقة عدسة الكاميرا

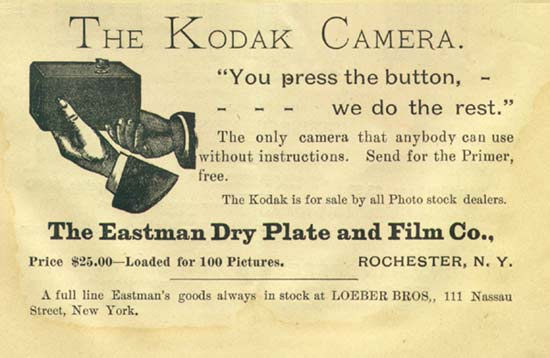
إعلان من مصور هيرالد وهواة رياضي (نوفمبر 1889)

- 1888: ظهر النموذج الأول لكاميرا كوداك. التقطت صورًا مستديرة قطرها 6.4 سم (2.5 بوصة)، وكانت من نوع التركيز الثابت، وحملت لفة من الفيلم تكفي لـ 100 تعريض. كان اختراعها بمثابة علامة عملية على ظهور التصوير الفوتوغرافي للهواة، حيث كان كل من الجهاز والعمليات قبل ذلك الوقت مرهقة للغاية لتصنيف التصوير الفوتوغرافي على أنه ترفيه. كان الفيلم الرول المستخدم في النموذج الأول لكاميرا كوداك يحتوي على قاعدة ورقية ولكن سرعان ما تم استبداله بفيلم بقاعدة سليلوز، وهو فيلم مرن عملي وشفاف.[69] كان لابد من تحميل الأفلام الأولى في الكاميرا وتفريغها في الغرفة المظلمة، لكن نظام خرطوشة الفيلم بشريط الحماية من الورق المعتم جعل من الممكن تحميل وتفريغ الكاميرا في الضوء العادي. قدمت آلة تطوير كوداك (1900) وخليفتها المبسطة، خزان فيلم كوداك، الوسائل اللازمة لتطوير الفيلم في ضوء النهار، مما يجعل الغرفة المظلمة غير ضرورية لأي من عمليات التصوير الفوتوغرافي للهواة. كانت الأنواع السابقة من كاميرات كوداك ذات شكل صندوقي وبؤرة تركيز ثابتة، ومع إضافة أحجام مختلفة، تم دمج أجهزة لتركيز العدسات.[69]
- 1889: تم تشكيل شركة إيستمان.[70]
- 1891: افتتحت أول منشأة لها خارج الولايات المتحدة في هارو بإنجلترا (كوداك هارو).
- 1891: بدأ جورج إيستمان في إنتاج الخط الثاني من الكاميرات، النطاق العادي.[71]
- 1892: تم تغيير اسمها إلى شركة ايستمان كوداك في عام 1892. تم تنظيم شركة ايستمان كوداك في نيويورك. لقد صاغ الشعار الإعلاني «أنتم تضغطون على الزر، نحن نفعل الباقي».[72] وبذلك حصلت شركة كوداك على اسمها من أول كاميرات رول بسيطة من إنتاج شركة إيستمان دراي بلايت، والمعروفة باسم «كوداك» في خط إنتاجها.
- أوائل تسعينيات القرن التاسع عشر: تم تقديم أول كاميرات كوداك القابلة للطي. وقد تم تجهيزها بمنفاخ قابل للطي سمح بقدر أكبر من الاكتناز.

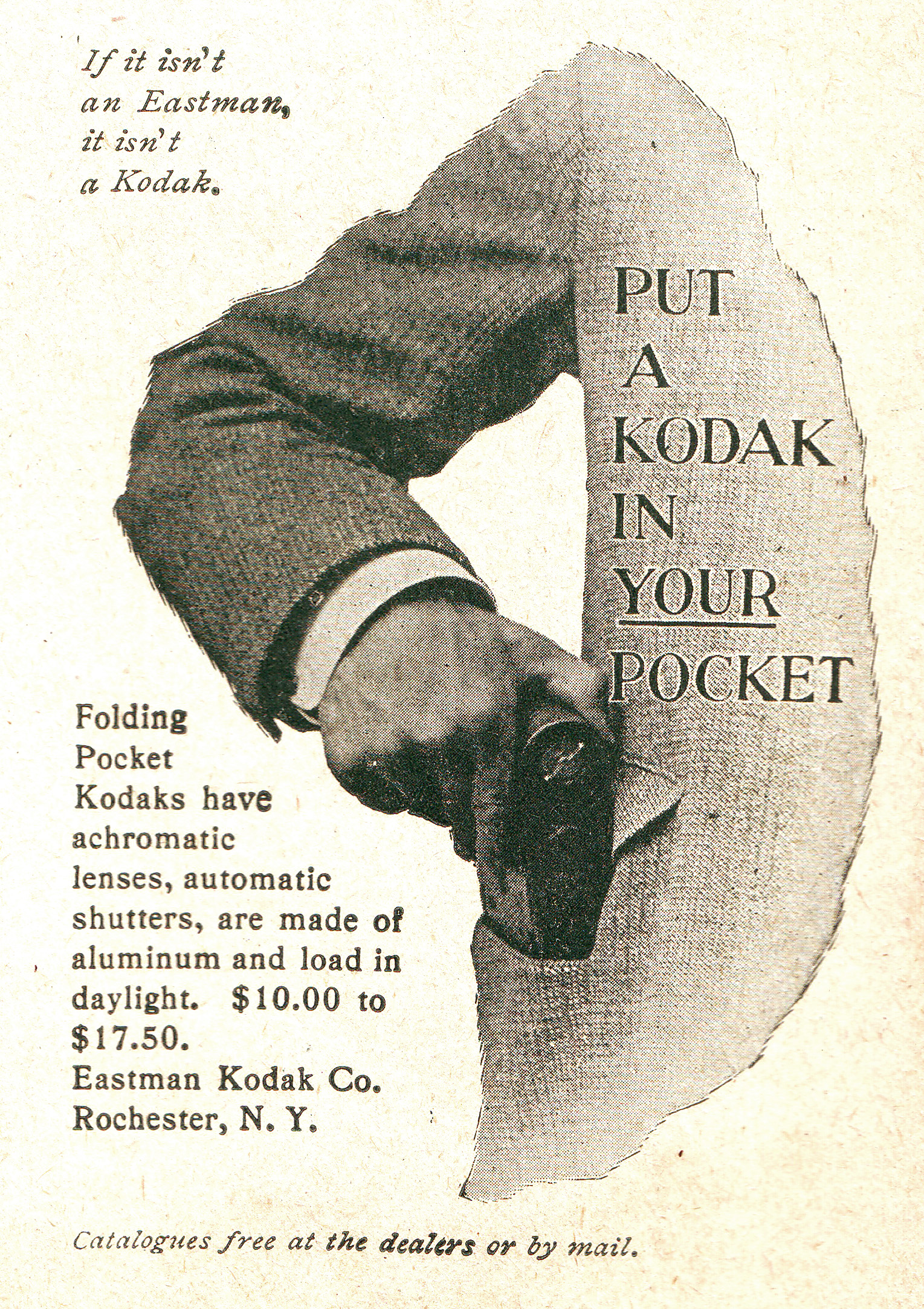
إعلان عن كاميرا كوداك "الجيب" القابلة للطي (آب / أغسطس 1900)

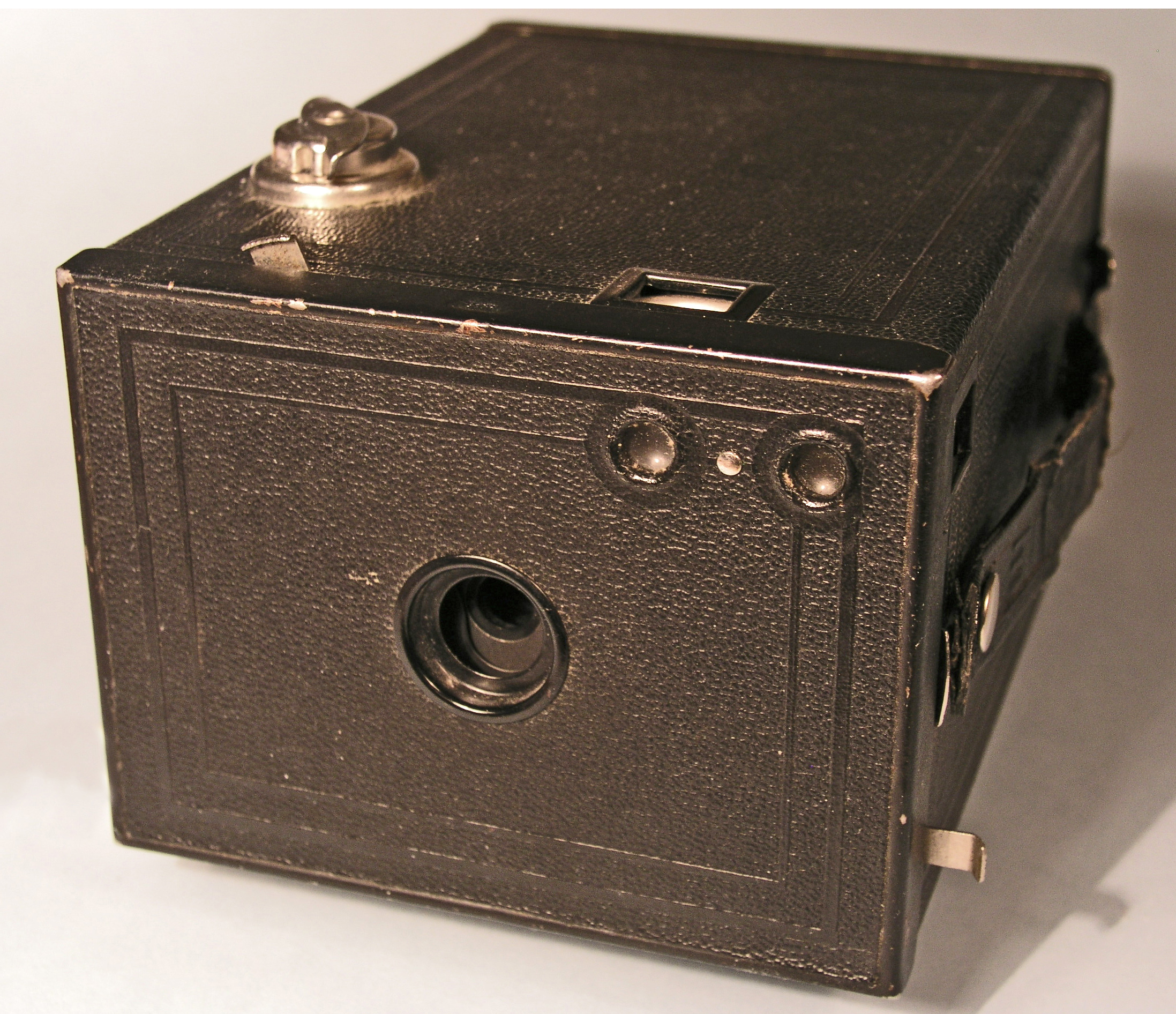
كاميرا براوني رقم 2

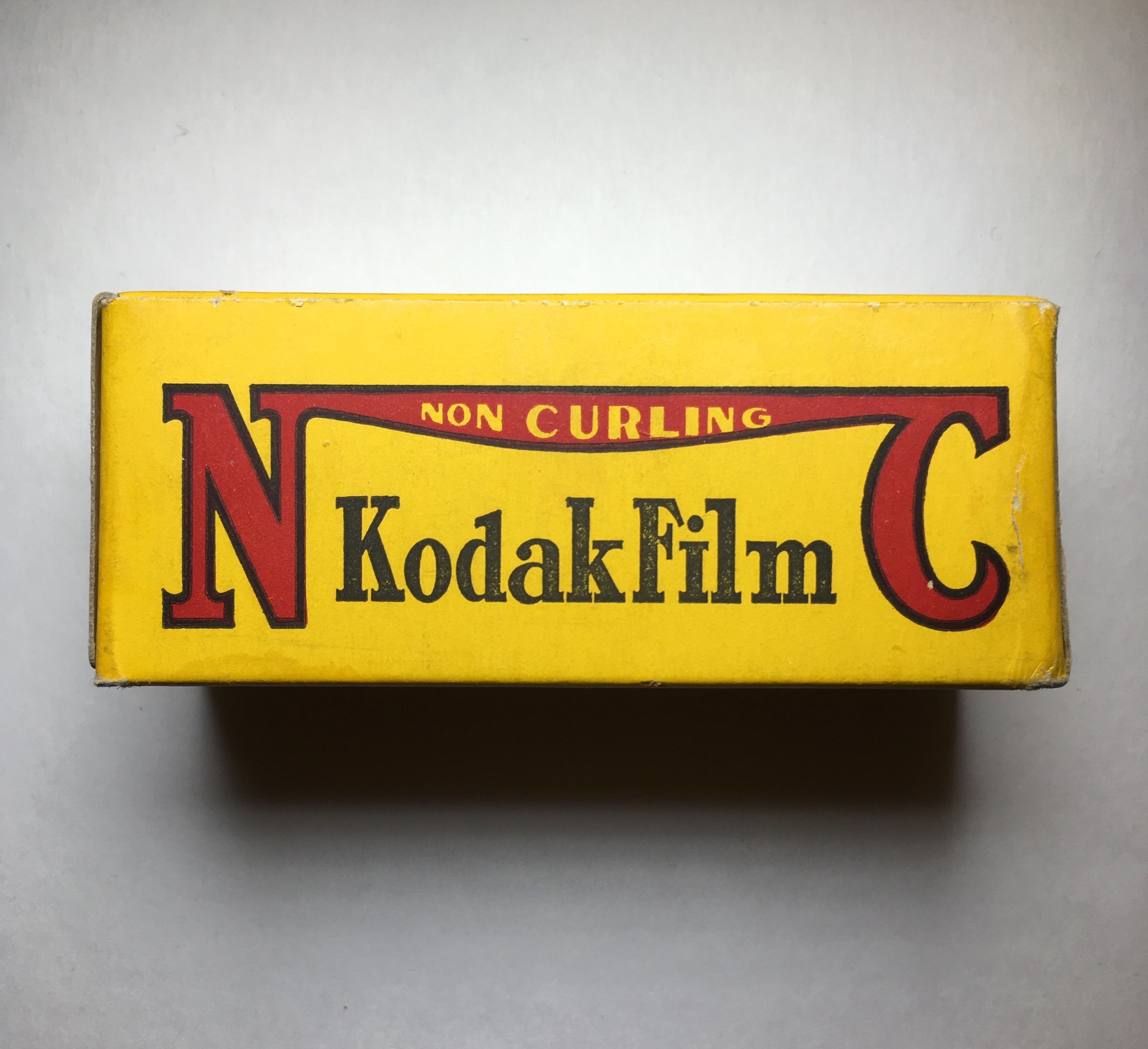
فيلم كوداك غير الكيرلنج إيستمان كوداك 116 (انتهت صلاحيته: 1925)

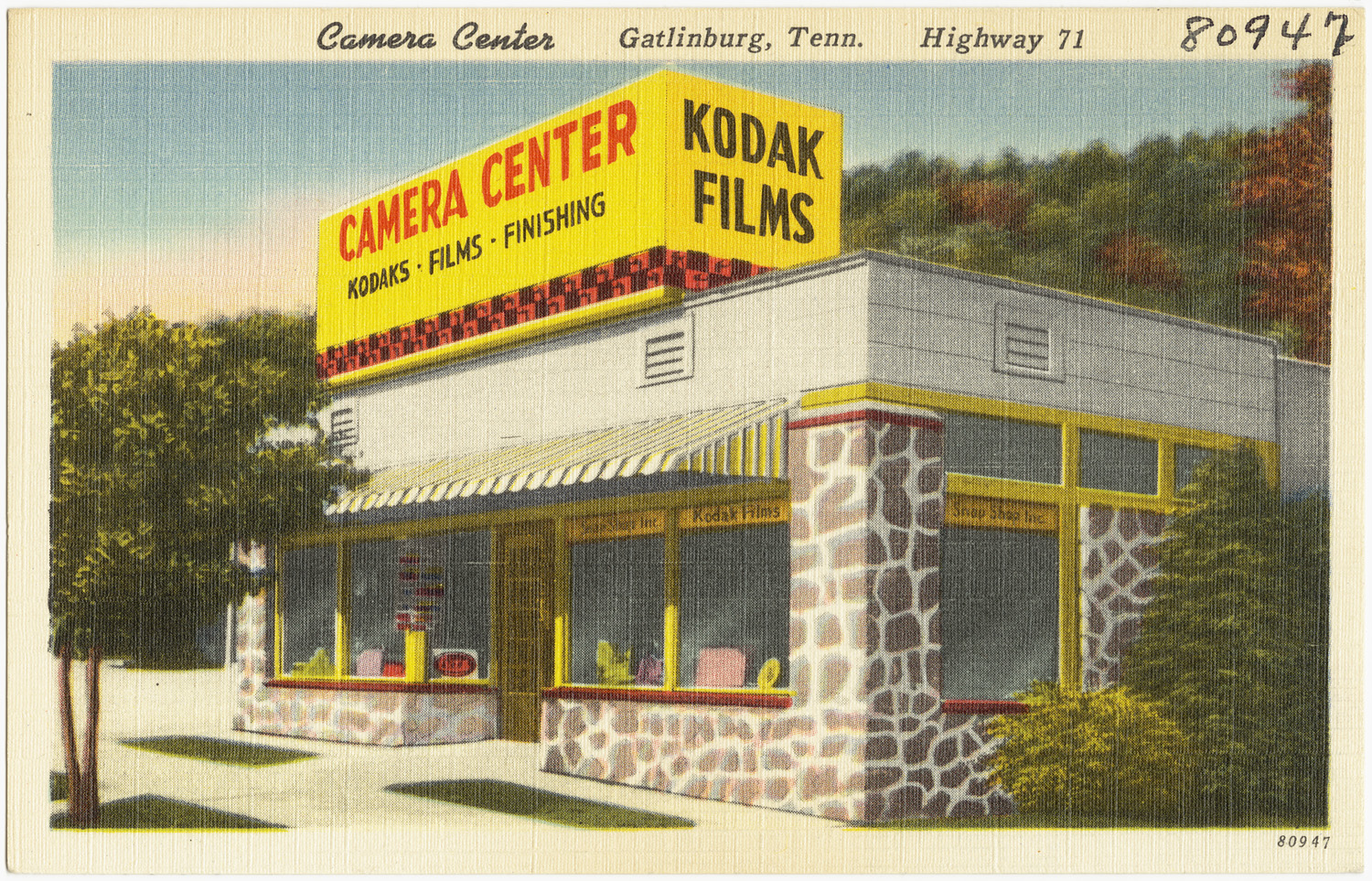
مركز كاميرا كوداك، تينيسي، كاليفورنيا. 1930-1945

- 1895: تم تقديم أول كاميرا جيب كوداك، وهي جيب كوداك بقيمة 5 دولارات.[72] كان من النوع الصندوقي، ينزلق بسهولة في جيب المعطف العادي، وينتج صور سلبية 1½ × 2 بوصة.
- 1897: تم تقديم أول كاميرا كوداك الجيب القابلة للطي، وتم ذكرها في رواية دراكولا،[69] التي نُشرت في نفس العام.
- 1898: اشترى جورج إيستمان براءة اختراع لورقة التصوير الفوتوغرافي فيلوكس من ليو بايكلاند مقابل 1.000.000 دولار. بعد هذا الوقت، تم بيع ورق فيلوكس بواسطة إيستمان كوداك.

#### 1900–99
- 1900: تم تقديم كاميرا براوني، مما أدى إلى إنشاء سوق ضخم جديد للتصوير الفوتوغرافي.
- 1901: تأسست الشركة الحالية، شركة إيستمان كوداك في نيو جيرسي، بموجب قوانين تلك الولاية. في النهاية، تم نقل الأعمال في جيمستاون بالكامل إلى روتشستر، وتم هدم المصانع في جيمستاون.
- 1908: حصلت كوداك على الحق الحصري لتزويد كارتل شركة براءات الاختراع السينمائية بمخزون أفلام. محاولة مماثلة لتأمين ترتيب مع المنتجين الأوروبيين في مؤتمر باريس السينمائي في العام التالي تفشل عندما قضت المحاكم الفرنسية بعدم قانونية ذلك.
- بحلول عام 1920: وفرت «ميزة خطاط» وسيلة لتسجيل البيانات على هامش الصورة السلبية وقت التعرض. تم توفير هذه الميزة في جميع كاميرات كوداك باستثناء الكاميرا الصندوقية المصممة لالتقاط صور بانورامية وتوقفت في عام 1932.
- 1920: تأسست تينيسي إيستمان كشركة فرعية مملوكة بالكامل. كان الغرض الأساسي للشركة هو تصنيع المواد الكيميائية، مثل الأسيتيل، اللازمة لمنتجات التصوير الفوتوغرافي للأفلام من كوداك.
- 1930: أضيفت شركة إيستمان كوداك إلى مؤشر داو جونز الصناعي في 18 يوليو 1930. ظلت الشركة مدرجة كواحدة من شركات DJIA لمدة 74 عامًا، منتهية في عام 2004.[73]
- 1932: توفي جورج إيستمان عن عمر يناهز 77 عامًا في 14 مارس 1932، وقد لقي مصرعه بطلق ناري. تقول رسالة الانتحار التي تركها وراءه: «إلى أصدقائي: انتهى عملي. لماذا الانتظار؟»[74]
- 1935: قدمت كوداك كوداكروم، وهو مخزون انعكاس اللون للأفلام وشرائح الأفلام.
- 1936: تفرغت شركة كوداك لتصنيع القنابل اليدوية.
- 1940-1944: احتلت إيستمان كوداك المرتبة 62 بين شركات الولايات المتحدة من حيث قيمة عقود الإنتاج العسكري في الحرب العالمية الثانية.[75]
- 1934–1956: أدخلت كوداك كاميرا سلسلة شبكية العين 35 ملم.
- 1958: أطلقت كوداك مادة لاصقة تسمى إيستمان # 910. للجمهور، يُعرف باسم صمغ ممتاز.
- 1959: قدمت كوداك كاميرا نجمي، وهي أول كاميرا براوني أوتوماتيكية، والتي بيعت منها 10 ملايين وحدة خلال السنوات الخمس التالية.
- 1963: قدمت كوداك الكاميرا إنستاماتيك، وهي كاميرا غير مكلفة وسهلة التحميل والتقاط الصور.
- 1970: كشف علماء كوداك عن ليزر الصبغ القابل للضبط الموجي المستمر.[76] يصبح هذا منتجًا للعديد من شركات التكنولوجيا الفائقة ولكن ليس في كوداك.
- 1975: اخترع ستيفن ساسون، مهندسًا كهربائيًا في شركة كوداك، كاميرا رقمية.[54]
- 1976: اخترع بريس باير الباحث في إيستمان كوداك مصفوفة مرشح الألوان نمط باير. لا يزال ترتيب وضع الأصباغ على موقع التصوير بحساس الصور قيد الاستخدام اليوم. لا تزال التقنية الأساسية هي الأكثر استخدامًا من نوعها حتى الآن.
- 1976: قدمت كوداك أول كاميرات صور فورية من كوداماتيك، باستخدام فيلم وتقنية مشابهة لتلك الخاصة بشركة بولارويد.
- 1976: باعت الشركة 90% من فيلم التصوير الفوتوغرافي في الولايات المتحدة إلى جانب 85% من الكاميرات بالإضافة إلى تقديم كوداك لرئيس جديد للشركة اسمه روبرت موير. بقي روبرت موير في مجلس الإدارة كرئيس حتى عام 1989.[18]
- 1978: أدخلت كوداك نظام اختبار الكيمياء السريرية اكتاشيم. يستخدم النظام تقنية الفيلم الجاف، وخلال 5 سنوات تم استخدامه من قبل معظم المستشفيات في البلاد.
- 1981: رفعت شركة بولارويد دعوى قضائية ضد كوداك لانتهاكها براءات اختراع الصور الفورية. استمرت الدعوى لمدة خمس سنوات، وخلصت المحكمة أخيرًا إلى شركة بولارويد في عام 1986.
- 1982: أطلقت كوداك تنسيق فيلم قرص كوداك للكاميرات الاستهلاكية. أثبت التنسيق في النهاية أنه لا يحظى بشعبية وتم إيقافه لاحقًا.

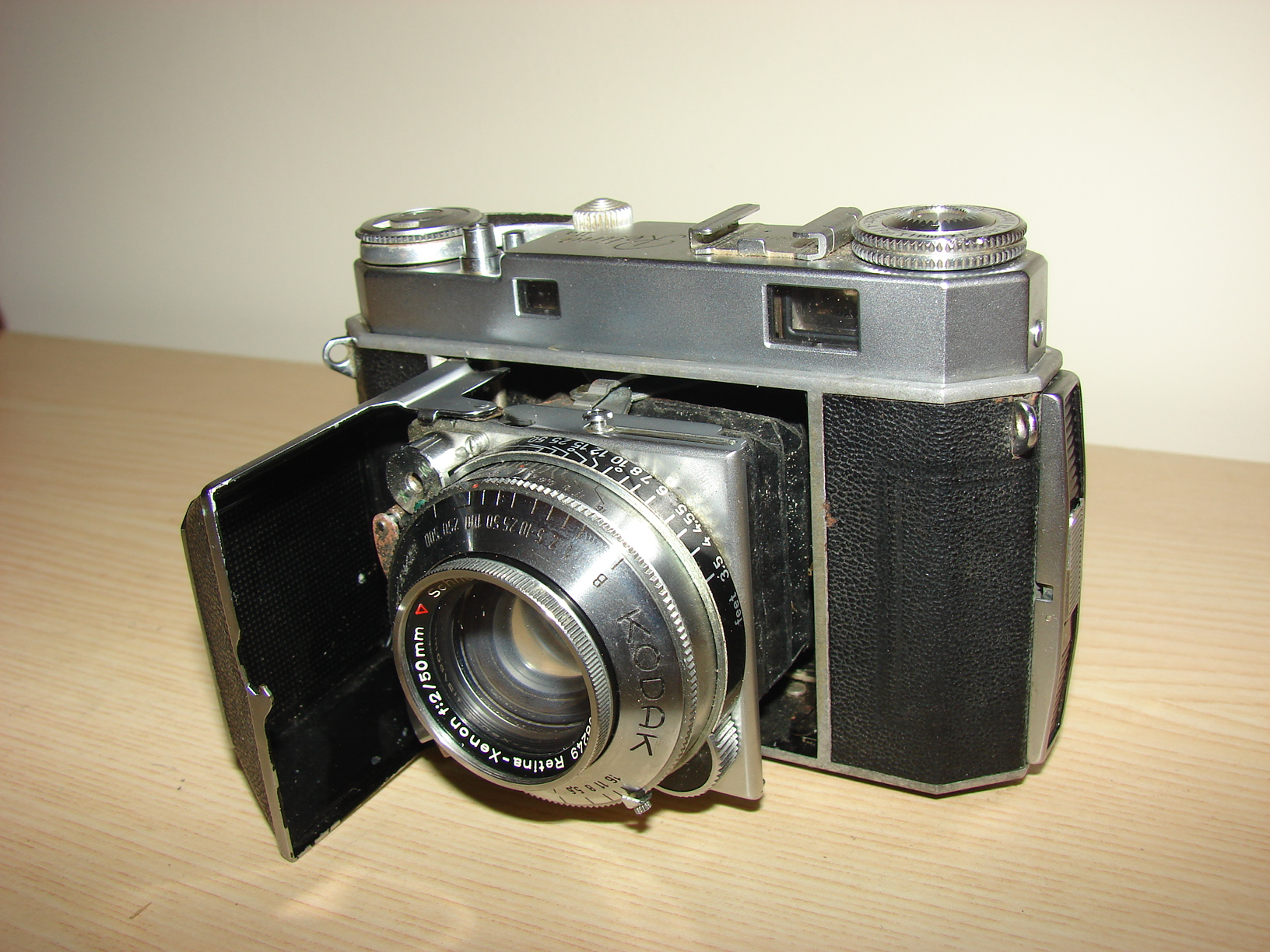
تم إنتاج سلسلة كاميرات كوداك شبكية العين بين عامي 1949 و1956. كما أنها مزودة بتقنية كودا كروم

- كوداكروم الثاني - فيلم للشرائح الملونةتم إنتاج سلسلة كاميرات كوداك شبكية العين بين عامي 1949 و1956. كما أنها مزودة بتقنية كودا كروم1986: ابتكر علماء كوداك أول مستشعر ميغا بكسل في العالم، قادر على تسجيل 1.4 مليون بكسل وإنتاج صورة بجودة 12.5 سم × 17.5 سم (4.9 × 6.9 بوصة).

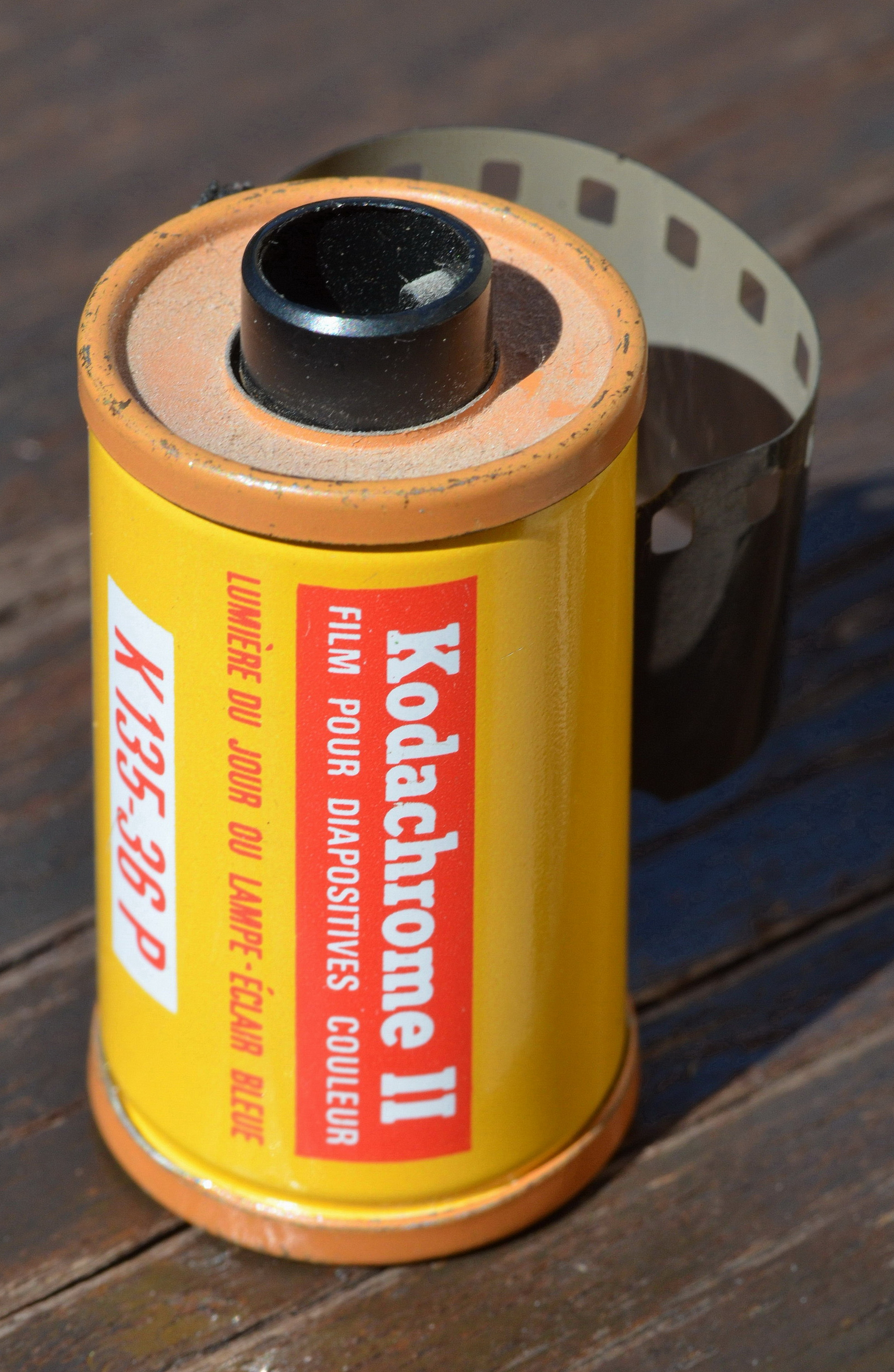
كوداكروم الثاني - فيلم للشرائح الملونة

- 1987: طور تشينغ دبليو تانغ، باحث مشارك كبير، وزميله، ستيفن فان سليك، أول ثنائي عضوي باعث للضوء متعددة الطبقات في مختبرات أبحاث كوداك، والتي أصبح فيما بعد زميلًا لجمعية عرض المعلومات.
- 1988: اشترت كوداك عقار ستيرلنج مقابل 5.1 مليار دولار.[77]
- 1988: أدخل علماء كوداك أصباغ ليزر الكومارين رباعي الميثيل[78] المستخدمة أيضًا في أجهزة الثنائي العضوي الباعث للضوء. تصبح هذه منتجًا ناجحًا حتى يتم بيع خط المواد الكيميائية الدقيقة.
- 1991: نظام الكاميرات الرقمية الاحترافية من كوداك أو نظام الكاميرا الرقمية كوداك، أول كاميرا رقمية ذات عدسة أحادية عاكسة متوفرة تجاريًا. تم تركيب كاميرا خلفية مخصصة تحمل مستشعر الصورة الرقمية على هيكل نيكون F3 وأصدرتها كوداك في مايو، سبق للشركة أن عرضت الكاميرا في فوتوكينا في عام 1990.
- 1993: تم إنشاء شركة إيستمان كيميكال، وهي شركة تابعة لشركة كوداك أسسها جورج إيستمان في عام 1920 لتزويد احتياجات كوداك الكيميائية، كشركة منفصلة. أصبحت إيستمان كيميكال إحدى شركات فورتشن 500 في حد ذاتها.[79][80]
- 1994: ظهرت أبل كويك تيك، وهي كاميرا رقمية للمستهلكين لأول مرة بواسطة حاسوب أبل. تم تصنيع بعض الطرز بواسطة كوداك.

#### 2000–09
- 2003: قدمت كوداك كاميرا كوداك إيزي شير LS633 الرقمية، وهي أول كاميرا تتميز بشاشة المصفوفة العضوية النشطة ذات الصمام الثنائي الباعث للضوء، وقاعدة طابعة كوداك ايزي شير 6000، وهي أول مجموعة إرساء للطابعة والكاميرا في العالم.
- تشرين الثاني / نوفمبر 2003: استحوذت كوداك على شركة أنظمة ألجوتيك ومقرها إسرائيل، وهي شركة مطورة لأنظمة أرشفة الصور والاتصالات المتقدمة، والتي تمكن أقسام الأشعة من إدارة وتخزين الصور والمعلومات الطبية رقميًا.[81]
- يناير 2004: أعلنت كوداك أنها ستتوقف عن بيع كاميرات الأفلام التقليدية في أوروبا وأمريكا الشمالية، وستلغي ما يصل إلى 15000 وظيفة (حوالي خمس إجمالي قوتها العاملة في ذلك الوقت).[19][82][83]
- 8 أبريل 2004: تم شطب كوداك من مؤشر داو جونز الصناعي، بعد أن ظلت مكونة لمدة 74 سنة متتالية.[73]
- مايو 2004: وقعت كوداك اتفاقية حصرية طويلة الأجل مع ليكسار ميديا، لترخيص علامة كوداك التجارية للاستخدام على بطاقات الذاكرة الرقمية التي صممتها شركة ليكسار وتصنيعها وبيعها وتوزيعها.[84]
- يناير 2005: تم الكشف عن كاميرا كوداك إيزي شير-واحد الرقمية، وهي أول كاميرا رقمية للمستهلكين تعمل بتقنية واي فاي في العالم قادرة على إرسال الصور عبر البريد الإلكتروني، في معرض الإلكترونيات الاستهلاكية 2005.
- كانون الثاني (يناير) 2005: استحوذت كوداك على شركة تجربة العودة المدارية التصوير الشعاعي التي تتخذ من إسرائيل مقراً لها، وهي مزود لأنظمة التصوير الشعاعي المحوسبة المدمجة التي تمكن الممارسين الطبيين من الحصول على صور الأشعة السينية للمرضى رقميًا.[85]
- كانون الثاني (يناير) 2005: استحوذت كوداك على شركة كريو في بورنبي، كولومبيا البريطانية، كندا.
- يناير 2006: كشفت كوداك عن كاميرا كوداك إيزي شير V570 ثنائية العدسة الرقمية، وهي أول كاميرا رقمية ثابتة ثنائية العدسة في العالم وأصغر كاميرا رقمية ذات زووم بصري بزاوية واسعة للغاية، في معرض الإلكترونيات الاستهلاكية. باستخدام تقنية عدسات كوداك شبكية العين المزدوجة الخاصة، غلفت V570 عدسة بزاوية واسعة للغاية (23 مم) وعدسة زووم بصري ثانية (39-117 مم) في جسم يقل سمكه عن 2.5 سم (بوصة).
- أبريل 2006: قدمت كوداك كاميرا كوداك إيزي شير V610 ثنائية العدسة الرقمية، في ذلك الوقت كانت أصغر كاميرا زوم بصري 10 × (38-380 مم) في العالم بسماكة أقل من 2.5 سم (بوصة).[86][87]
- 1 أغسطس 2006: وافقت كوداك على بيع عمليات تصنيع الكاميرات الرقمية إلى فلكس، بما في ذلك التجميع والإنتاج والاختبار.[88][89] كجزء من عملية البيع، تم الاتفاق على أن تقوم شركة فلكس بتصنيع وتوزيع كاميرات رقمية للمستهلكين لشركة كوداك، وإجراء بعض وظائف التصميم والتطوير لها. احتفظت كوداك بتصميم الكاميرا الرقمية عالية المستوى في المنزل، واستمرت في إجراء البحث والتطوير في الكاميرات الرقمية الثابتة، واحتفظت بجميع الملكية الفكرية وبراءات الاختراع. تم نقل ما يقرب من 550 موظفًا من كوداك إلى شركة فلكس.
- 10 يناير 2007: وافقت كوداك على بيع مجموعة كوداك الصحية إلى شركة أونكس مقابل 2.35 مليار دولار نقدًا، وما يصل إلى 200 مليون دولار من المدفوعات المستقبلية الإضافية إذا حققت أونكس عوائد محددة من الاستحواذ.[90] اكتمل البيع في 1 مايو.[91] استخدمت كوداك جزءًا من العائدات لتسديد ديونها المضمونة لأجل التي تبلغ 1.15 مليار دولار بالكامل. تم نقل حوالي 8.100 موظف إلى أونكس، وتم تغيير اسم مجموعة كوداك الصحية إلى الصحة كيرستريم. حققت مجموعة كوداك الصحية إيرادات قدرها 2.54 مليار دولار للأشهر الـ 12 حتى 30 سبتمبر 2006.
- 19 أبريل 2007: أعلنت كوداك عن اتفاقية لبيع أعمالها التجارية الخاصة بأفلام إدارة الإضاءة، والتي أنتجت أفلامًا مصممة لتحسين سطوع وكفاءة شاشات الكريستال السائل، إلى روهم وهاس. يتألف العمل الذي تم تجريده من 125 عاملاً. كجزء من الصفقة وافق روهم وهاس على ترخيص التكنولوجيا وشراء المعدات من كوداك، واستئجار المبنى 318 في حديقة كوداك. لم يعلن سعر البيع.[92]
- 25 مايو 2007: أعلنت كوداك عن اتفاقية ترخيص مشترك مع الإلكترونيات الضوئية تشي مي والشركة التابعة لها Chi Mei EL (CMEL)، مما يمكّن الإلكترونيات الضوئية تشي مي من استخدام تقنية كوداك لوحدات ثنائي عضوي باعث للضوء ذات المصفوفة النشطة في مجموعة متنوعة من تطبيقات العرض الصغيرة إلى المتوسطة الحجم.[93]
- 14 يونيو 2007: أعلنت كوداك عن زيادة حساسية الضوء بمقدار ضعفين إلى أربعة أضعاف (من توقف واحد إلى محطتين) مقارنة بتصميمات المستشعرات الحالية. كان هذا التصميم خروجًا عن «مرشح باير» الكلاسيكي من خلال إضافة وحدات بكسل شاملة أو «واضحة» إلى عناصر النموذج اللوني أحمر أخضر أزرق في مجموعة المستشعرات. نظرًا لأن هذه البكسلات حساسة لجميع الأطوال الموجية للضوء المرئي، فإنها تجمع نسبة أعلى بكثير من الضوء الذي يصيب المستشعر. بالاقتران مع خوارزميات برنامج كوداك المتقدمة المحسّنة لهذه الأنماط الجديدة، استفاد المصورون من زيادة سرعة التصوير (تحسين الأداء في الإضاءة المنخفضة)، وسرعات مصراع أسرع (تقليل ضبابية الحركة للأهداف المتحركة)، وبكسلات أصغر (دقة أعلى في صورة معينة بصري) مع الاحتفاظ بالأداء. نُسب الفضل في هذه التقنية إلى عالما كوداك جون كومبتون وجون هاملتون.[94]
- 4 سبتمبر 2007: أعلنت كوداك عن تمديد لشراكتها مع شركة ليكسار ميديا لمدة خمس سنوات.[95]
- نوفمبر 2008: أصدرت كوداك مشغل مسرح كوداك فيديو عالي الوضوح، مما سمح بعرض الصور ومقاطع الفيديو المخزنة على جهاز حاسوب على تلفزيون عالي الدقة. قامت كوداك بترخيص تقنية من مختبرات هيلكريست للواجهة والمؤشر، مما سمح للمستخدم بالتحكم في المشغل بالإيماءات.[96]
- يناير 2009: سجلت كوداك خسارة قدرها 137 مليون دولار في الربع الأخير وأعلنت عن خطط لخفض ما يصل إلى 4500 وظيفة.[97]
- 22 يونيو 2009: أعلنت كوداك أنها ستتوقف عن بيع فيلم كوداكروم الملون بنهاية عام 2009، منهية 74 عامًا من الإنتاج، بعد انخفاض كبير في المبيعات.[98][99] وتزامن ذلك مع توقف كوداك عن تشغيل قسم كوالكس الذي قام بتطوير الأفلام لعملاء التجزئة والعملاء التجاريين.[100]
- 4 ديسمبر 2009: باعت كوداك وحدة أعمالها ذات الصمام الثنائي العضوي الباعث للضوء لشركة إل جي إلكترونيكس، مما أدى إلى تسريح 60 شخصًا.[101]

#### 2010–2019
- كانون الأول (ديسمبر) 2010: أزالت ستاندرد آند بورز كوداك من مؤشر إس وبي 500.[102]
- سبتمبر 2011: استأجرت كوداك شركة المحاماة يوم جونز لتقديم المشورة بشأن إعادة الهيكلة وانخفض سهمها إلى أدنى مستوى له على الإطلاق عند 0.54 دولار للسهم.[103] خلال عام 2011، انخفضت أسهم كوداك بأكثر من 80 في المائة.[104]
- كانون الثاني (يناير) 2012: تلقت كوداك تحذيرًا من بورصة نيويورك لإخطارها بأن متوسط سعر الإغلاق أقل من 1.00 دولار لمدة 30 يومًا متتاليًا وأنه خلال الأشهر الستة المقبلة يجب عليها زيادة سعر إغلاق السهم إلى دولار واحد على الأقل في آخر يوم تداول من كل شهر تقويمي ويكون متوسط سعر الإغلاق 1 دولار على الأقل خلال 30 يومًا تداولًا قبل ذلك أو سيتم شطبها. من نطاق 90 دولارًا في عام 1997، أغلقت أسهم كوداك عند 76 سنتًا في 3 يناير 2012. في 8 يناير 2012، أغلقت أسهم كوداك أعلى من 50% بعد أن أعلنت الشركة عن إعادة هيكلة كبيرة إلى قسمين رئيسيين، أحدهما يركز على المنتجات والخدمات للشركات، والآخر على المنتجات الاستهلاكية بما في ذلك الكاميرات الرقمية.[105][106]
- 19 كانون الثاني (يناير) 2012: تقدمت كوداك بطلب الحماية بموجب الفصل 11 من الإفلاس.[22][23][107] تم شطب سهم الشركة من بورصة نيويورك ونقله إلى تداول خارج البورصة. بعد الأخبار، أنهى التداول اليومي على انخفاض بنسبة 35% عند 0.36 دولار للسهم.
- 7 فبراير 2012: تم بيع قسم حلول مستشعرات الصور في كوداك لشركة تصوير احساس حقيقي.[108]
- 9 فبراير 2012: أعلنت كوداك أنها ستخرج من أعمال التقاط الصور الرقمية، وتوقف إنتاجها من الكاميرات الرقمية.[109][110] ترى كوداك طابعات الصور المنزلية، ومكابس نفث الحبر التجارية عالية السرعة، وبرامج سير العمل والتغليف مع برنامج الرؤية العالمية المتكامل، باعتباره جوهر أعمالها المستقبلية. قالت كوداك إنه بمجرد إنهاء أعمال الكاميرات الرقمية تدريجياً، ستركز أعمالها الاستهلاكية على الطباعة.
- 24 أغسطس 2012: أعلنت كوداك أنها تخطط لبيع أقسام الأفلام والماسح الضوئي التجاري والأكشاك.[111]
- 10 سبتمبر 2012: أعلنت كوداك عن خطط لإلغاء 1000 وظيفة أخرى بحلول نهاية عام 2012 وأنها تدرس المزيد من تخفيضات الوظائف لأنها تعمل على إعادة هيكلة أعمالها في حالة الإفلاس.[112]
- 28 سبتمبر 2012: أعلنت كوداك أنها ستخرج من أعمال الطابعات النافثة للحبر.[58]
- 20 ديسمبر 2012: أعلنت كوداك أنها تخطط لبيع براءات اختراعها الخاصة بالتصوير الرقمي مقابل 525 مليون دولار لبعض أكبر شركات التكنولوجيا في العالم، وبالتالي اتخاذ خطوة لإنهاء الإفلاس.[113]
- 29 أبريل 2013: أعلنت كوداك عن اتفاقية مع خطة كوداك للمعاشات التقاعدية بالمملكة المتحدة لفصل أعمال كوداك للتصوير الشخصي وتصوير المستندات وتسوية مطالبات خطة كوداك للمعاشات التقاعدية بقيمة 2.8 مليار دولار.[114]
- 3 سبتمبر 2013: أعلنت كوداك أنها خرجت من الفصل 11 من الحماية من الإفلاس[115] كشركة تركز على خدمة العملاء التجاريين.[30]
- 17 أكتوبر 2013: كوداك تضع المقر الأوروبي ومركز تكنولوجيا إمر بأكمله تحت سقف واحد في ايسينس، سويسرا. يجمع النقل بين المقر الأوروبي للشركة ومنشآت النافثة للحبر التجريبية، التي كان مقرها في السدادة، سويسرا، ومركز كوداك إمر للتكنولوجيا والحلول، الذي كان مقره في لا هولب، بلجيكا.[116]
- 12 مارس 2014: عينت كوداك جيفري جيه كلارك كرئيس تنفيذي جديد لها.[64][65][117]
- 30 يوليو 2014: تتفاوض كوداك مع استوديوهات الأفلام للحصول على ضمان شراء فيلم سنوي للحفاظ على المصدر الأخير لتصنيع أفلام الأفلام في الولايات المتحدة.[118]
- ديسمبر 2014: أعلنت كوداك عن أول هاتف لها، وهو الهاتف الذكي كوداك إكترا من إنتاج مجموعة بوليت.[119] كان من المتوقع أن يتوفر الهاتف في ديسمبر 2016، مبدئيًا في أوروبا.[120]
- يناير 2016: كوداك تعرض نموذجًا أوليًا لكاميرا سوبر 8 الجديدة في معرض الإلكترونيات الاستهلاكية.[121]
- يناير 2017: أعلنت شركة كوداك أنها ستعيد فيلمها إكتاتشروم.[122]
- مايو 2017: أطلقت كوداك الهاتف الذكي إكترا في السوق الأمريكية.[123]
- يونيو 2017: أعلنت كوداك عن خططها لإطلاق 7 و10 من الأجهزة اللوحية مع أركوس في أوروبا.[124]
- سبتمبر 2018: أعلنت كوداك أن تنسيق 135 سوبر 8 من إكتاتشروم متاح مرة أخرى، مع توفر 16 ملم لاحقًا.[125]

#### 2020 – حاضر
- 28 يوليو 2020: أعلنت إدارة ترامب أنها تخطط لمنح كوداك قرضًا بقيمة 765 مليون دولار لتصنيع المكونات المستخدمة في المستحضرات الصيدلانية، من أجل إعادة بناء المخزون الوطني الذي استنفده جائحة كوفيد-19 وتقليل الاعتماد على المصانع الأجنبية.[126] سيأتي التمويل من خلال مؤسسة تمويل التنمية الدولية الأمريكية، وهي وكالة حكومية ذات تفويض دولي.[127] في غضون يومين، ارتفع سعر سهم الشركة بما يصل إلى 2.189% من سعره في ختام 27 يوليو في بورصة نيويورك.[128] ذكرت صحيفة نيويورك تايمز أنه قبل يوم واحد من إعلان البيت الأبيض عن القرض، مُنح الرئيس التنفيذي لشركة كوداك جيم كونتيننزا 1.75 مليون خيار أسهم، تمكن من تنفيذ بعضها على الفور.[129] تم تعليق التمويل حيث بدأت لجنة الأوراق المالية والبورصات الأمريكية التحقيق في مزاعم التداول من الداخل من قبل المديرين التنفيذيين في كوداك قبل إعلان الصفقة،[130] وأعلن المفتش العام لوكالة التمويل التدقيق في شروط القرض.[131]

## منتجات وخدمات

### تيار
توفر كوداك خدمات التغليف والطباعة الوظيفية والاتصالات الرسومية والخدمات المهنية للشركات في جميع أنحاء العالم. قطاعات أعمالها الرئيسية هي أنظمة الطباعة، وأنظمة نفث الحبر للمؤسسات، والطباعة والتغليف بتقنية مايكرو 3D، والبرمجيات والحلول، والمستهلكين والأفلام.
في يناير 2018، أعلنت كوداك عن خطط لإطلاق كوداك كوين، وهي عملة تشفير سلسلة الكتل موجهة للمصورين.

### الطباعة الرقمية والمؤسسات
توفر كوداك طابعات نفث الحبر التجارية عالية السرعة وكميات كبيرة ومعدات الطباعة الإلكترونية بالأبيض والأسود والمواد الاستهلاكية ذات الصلة والخدمات. لديها قاعدة مركبة أكثر من 5000 وحدة.
تستخدم منصة تزدهر تقنية نفث الحبر، التي توفر تدفقًا مستمرًا للحبر يتيح التشغيل المستمر والمتسق، مع حجم موحد وموضع دقيق، حتى في سرعات الطباعة العالية جدًا. تشمل طلبات تزدهر النشر والطباعة التجارية والبريد المباشر والتعبئة والتغليف. يشمل العمل أيضًا قاعدة عملاء منتجات كوداك فيرسامارك.
تُستخدم منصة نيكس برس لطباعة تطبيقات الطباعة الشخصية قصيرة المدى لأغراض مثل البريد المباشر والكتب والمواد التسويقية ومنتجات الصور. تستخدم منصة ديجيماستر تقنية الطباعة الإلكترونية أحادية اللون لإنشاء طباعة عالية الجودة للبيانات والكتب قصيرة المدى ووثائق الشركة والأدلة والبريد المباشر.

#### طباعة فليكسو
كوداك تصمم وتصنع منتجات للطباعة الفلكسوغرافية. يسمح خط فليكسسل الخاص بأنظمة الطباعة فليكسو لطابعات الملصقات بإنتاج لوحاتها الرقمية الخاصة للطباعة فليكسو المخصصة والتعبئة المرنة المطبوعة.

#### طباعة وظيفية
تمتلك الشركة حاليًا علاقات إستراتيجية مع رواد مستشعرات لوحة اللمس في جميع أنحاء العالم، مثل الشراكات مع يوني بيكسل التي تم الإعلان عنها في 16 أبريل 2013 وشركة كينجسبري. في 27 يونيو 2013.

#### خدمات المؤسسة المهنية
تقدم الخدمات الاحترافية للمؤسسات خدمات الوسائط المطبوعة والمدارة، وحلول وخدمات حماية العلامة التجارية، وخدمات إدارة المستندات لعملاء المؤسسات، بما في ذلك المنتجات الحكومية والأدوية والمنتجات الصحية والمنتجات الاستهلاكية والفاخرة وتجارة التجزئة والتمويل.

#### حلول الطباعة الرقمية
في عام 1997، أنشأت شركة آلات طباعة هايدلبرغ إيه جي وشركة إيستمان كوداك شركة نيكسبريس للحلول، وهي مشروع مشترك لتطوير مطبعة رقمية ملونة لقطاع السوق الراقي. استحوذت هايدلبرغ على أنشطة الطباعة الرقمية بالأبيض والأسود لشركة إيستمان كوداك في عام 1999. في عام 2000، أطلقوا طابعة الإنتاج ديجيماستر 9110 بالأبيض والأسود وآلة الطباعة الملونة الرقمية نيكس برس 2100.
في مارس 2004، نقلت هايدلبرغ قسم الطباعة الرقمية إلى شركة إيستمان كوداك بموجب اتفاق متبادل.
في الوقت الحاضر، لدى كوداك مكابس تجارية تعمل بنظام التغذية بالويب وأنظمة طباعة تجارية - تزدهر وفيرسامارك ومكابس تجارية تعمل بنظام التغذية بالورق - مكبس ألوان للإنتاج الرقمي نيكس برس وطابعة إنتاج رقمية بالأبيض والأسود ديجي ماستر فيديو عالي الوضوح.

#### خراطيش الحبر الاستهلاكية
دخلت كوداك في طابعات الصور النافثة للحبر للمستهلكين في مشروع مشترك مع الشركة المصنعة لكسمارك في عام 1999 مع صانع الصور الشخصي من كوداك.
في فبراير 2007، دخلت كوداك السوق مرة أخرى بخط إنتاج جديد من طابعات نفث الحبر طابعة متعددة الوظائف التي تستخدم العديد من التقنيات التي تم تسويقها باسم تقنية كوداكولور. يؤكد الإعلان على السعر المنخفض لخراطيش الحبر بدلاً من الطابعات نفسها.
أعلنت كوداك عن خطط لوقف بيع طابعات نفث الحبر في عام 2013 لأنها تركز على الطباعة التجارية، لكنها ستستمر في بيع الحبر.

### الأفلام الرسومية والترفيهية والتجارية

#### الرسومات
تتكون أعمال رسومات كوداك من أجهزة الحاسوب إلى اللوحة، والتي أطلقتها كوداك لأول مرة في عام 1995 عندما قدمت الشركة أول جهاز حاسوب إلى لوحة حراري في السوق. تشتمل مجموعة رسومات كوداك على وحدات تحكم أمامية وبرامج سير عمل إنتاج وأجهزة إخراج الحاسوب إلى اللوحة ولوحات رقمية.

#### الخدمات الفنية العالمية
تركز خدمات كوداك الفنية العالمية للتصوير التجاري على بيع عقود الخدمة لمنتجات كوداك، بما في ذلك فئات الخدمة التالية: الخدمات الميدانية، خدمات دعم العملاء، الخدمات التعليمية، والخدمات المهنية.

#### التصوير الترفيهي والأفلام التجارية
تشمل مجموعة كوداك للتصوير الترفيهي والأفلام التجارية أعمالها في مجال أفلام الصور المتحركة، حيث توفر منتجات التصوير المتحرك (الكاميرا السلبية، والمتوسطة، والأفلام المطبوعة والأرشيفية)، والخدمات والتكنولوجيا للصناعات الاحترافية للصور المتحركة والمعارض.
تقدم مجموعة التصوير الترفيهي والأفلام التجارية أيضًا أفلامًا جوية وصناعية بما في ذلك فيلم لوحة الدوائر المطبوعة كوداك، وتقدم مبيعات خارجية لأعمال مكونات الشركة: فيلم البوليستر والمواد الكيميائية المتخصصة والأحبار والتشتت واستعادة المذيبات.

#### الأفلام السينمائية والإنتاج التلفزيوني
لعبت شركة كوداك دورًا في اختراع وتطوير صناعة الأفلام السينمائية. يتم تصوير العديد من المنتجات السينمائية والتلفزيونية في مخزون أفلام كوداك.
كما تم تطوير تنسيقات 8 مم وسوبر 8 الموجهة نحو السوق المحلية بواسطة كوداك. دخلت كوداك أيضًا سوق شرائط الفيديو للإنتاج التلفزيوني الاحترافي، لفترة وجيزة في منتصف الثمانينيات، تحت اسم مجموعة المنتجات الخاصة بمنتجات إيستمان المهنية شريط الفيديو. في عام 1990، أطلقت كوداك برنامج طلابي عالمي يعمل مع أعضاء هيئة التدريس بالجامعة في جميع أنحاء العالم للمساعدة في رعاية جيل المستقبل من صانعي الأفلام. شكلت كوداك مجالس استشارية تعليمية في الولايات المتحدة وأوروبا وآسيا مكونة من عمداء ورؤساء لبعض مدارس السينما المرموقة في جميع أنحاء العالم للمساعدة في توجيه تطوير برامجهم.
تمتلك كوداك سابقًا مرافق ما بعد الإنتاج للأفلام ذات التأثيرات المرئية سينسيت في لوس أنجلوس ولندن وأيضًا ليزر باسيفيك في لوس أنجلوس. باعت كوداك سينسيت إلى لا نهاية لها شركة تضامنية محدودة المسؤولية، وهي شركة بريطانية مستقلة للأسهم الخاصة.
في أبريل 2010، باعت كوداك شركة ليزر باسيفيك والشركات التابعة لها شركة تحرير الليزر، وشركة فيديو المحيط الهادئ. في أبريل 2010 مقابل مبلغ لم يكشف عنه لشركة تيليكوربس القابضة.
باعت كوداك أيضًا خدمات الحفاظ على الوسائط برو تك، وهي شركة لتخزين الأفلام في بوربانك، كاليفورنيا، إلى مجموعة LAC في أكتوبر 2013.

#### آخر
تقوم كوداك بتسويق الأقراص المضغوطة للصور ومنتجات الصور الأخرى مثل التقويمات وكتب الصور وتضخيم الصور من خلال شركاء البيع بالتجزئة مثل CVS ووول مارت وتارجت ومن خلال خدمة معرض كوداك عبر الإنترنت، والمعروفة سابقًا باسم Ofoto.

### السابق

#### لا تزال كاميرات الأفلام

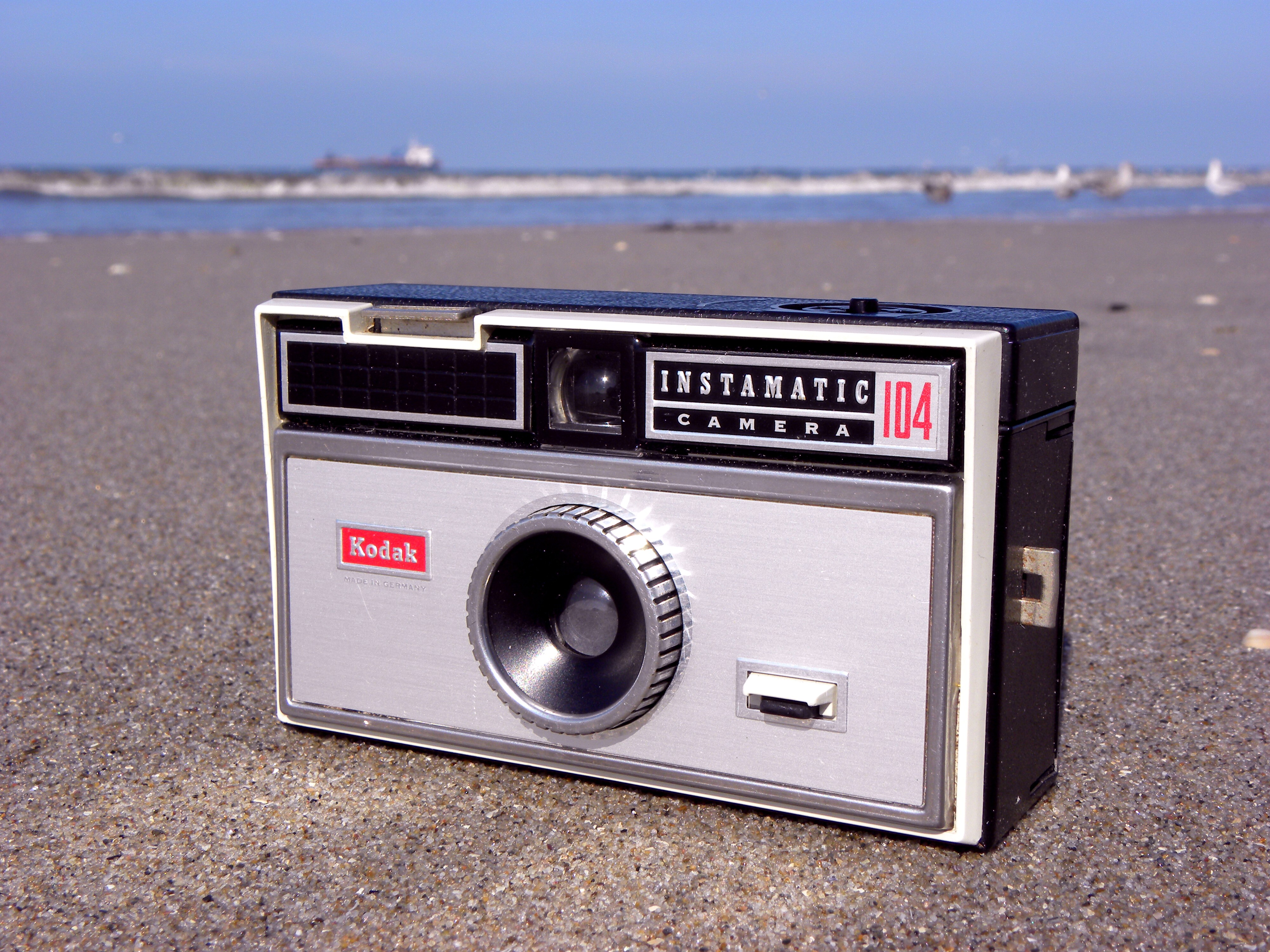
104- شركة كوداك انستاماتيك

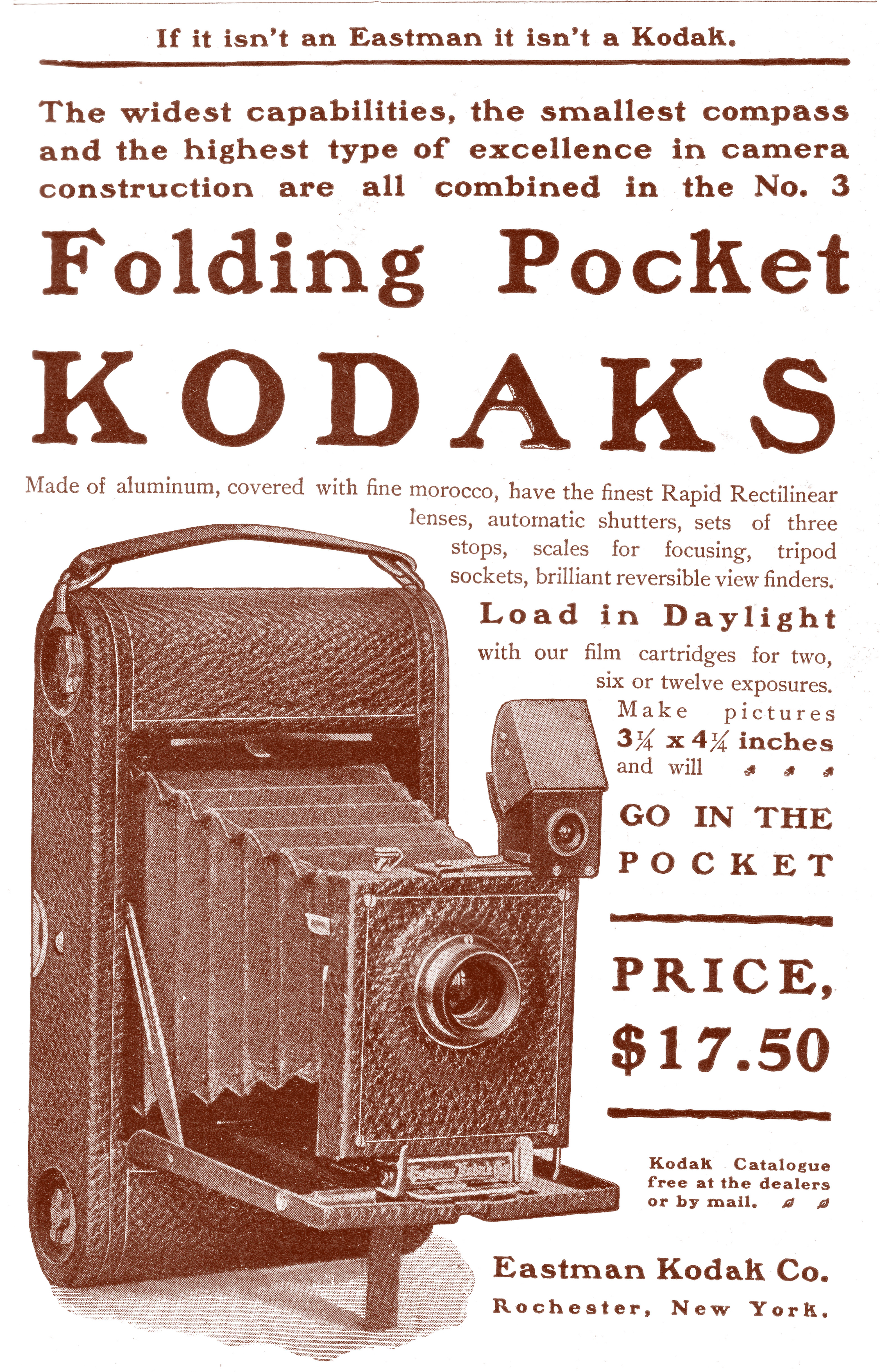
1900 إعلان كوداك

في 13 يناير 2004، أعلنت كوداك أنها ستتوقف عن تسويق كاميرات الأفلام الثابتة التقليدية (باستثناء الكاميرات التي تستخدم لمرة واحدة) في الولايات المتحدة وكندا وأوروبا الغربية، لكنها ستواصل بيع كاميرات الأفلام في الهند وأمريكا اللاتينية وأوروبا الشرقية والصين. بحلول نهاية عام 2005، توقفت كوداك عن تصنيع الكاميرات التي تستخدم نظام الصور المتقدم. رخصت كوداك تصنيع الكاميرات التي تحمل علامة كوداك لشركة فيفتار في عامي 2005 و2006. بعد عام 2007، لم ترخص كوداك تصنيع أي كاميرا أفلام تحمل اسم كوداك.

#### كاميرات فورية
بعد خسارة معركة براءات الاختراع مع شركة بولارويد، تركت كوداك مجال الكاميرات الفورية في 9 يناير 1986. تضمنت كاميرا كوداك الفورية نماذج معروفة باسم كوداماتيك وكولوربرست.
مُنحت شركة بولارويد تعويضات في محاكمة براءة الاختراع بمبلغ 909457.567 دولارًا، وهو رقم قياسي في ذلك الوقت. (شركة بولارويد. ضد شركة إيستمان كوداك، المحكمة الجزئية الأمريكية في ولاية ماساتشوستس، حُكم عليها في 12 أكتوبر / تشرين الأول 1990، القضية رقم 76-1634-MA.
كانت كوداك هي المورد الحصري للأفلام السلبية لكاميرات بولارويد من عام 1963 حتى عام 1969، عندما اختارت شركة بولارويد تصنيع فيلمها الفوري.

#### مجسات الصورة
كجزء من تحركها نحو منتجات عالية الجودة، أعلنت كوداك في 15 سبتمبر 2006 أن كاميرا ايكا M8 الجديدة تتضمن مستشعر صور كاميرا كوداك-10500 من كوداك. كانت هذه ثاني شراكة حديثة بين كوداك وشركة تصنيع البصريات الألمانية. في عام 2011، باعت كوداك أعمالها التجارية الخاصة بحلول مستشعرات الصور لشركة حقوق الملكية البلاتينية، والتي أعادت تسميتها لاحقًا إلى شركة صحيح التصوير.

#### الأقراص المرنة
في عام 1983، قدمت كوداك قرصًا مرنًا غير قياسي يبلغ 3.3 مليون بايت، تم تصنيعه من قبل شركة خارجية، درايفتك. تم الإعلان عن آخر في عام 1984. أدى شراء كوداك عام 1985 لشركة المحاضر الحرفية، «الشركة الرائدة في تصنيع الأقراص المرنة» مع أكثر من 2000 موظف، إلى توسيع نطاق وجوده، جزء من هذا الاستحواذ كان وحدة تجميع البيانات الخاصة بشركة المحاضر الحرفية، والتي «تنسخ البرامج على أقراص مرنة بطريقة تجعل من الصعب على» قراصنة «البرامج إعادة نسخ المواد.»
في عام 1982، قبل عملية الشراء هذه، دخلت المحاضر الحرفية في شراكة مع شركة يابانية، في عام 1990، خرجت كوداك من تجارة الأقراص المرنة وباعت المحاضر الحرفية لهذه الشركة، الشركة الأولى لشركة ميتسوبيشي للكيماويات. احتفظت كوداك بوحدة القرص البصري لشركة المحاضر الحرفية.

#### الكاميرات الرقمية وكاميرات الفيديو

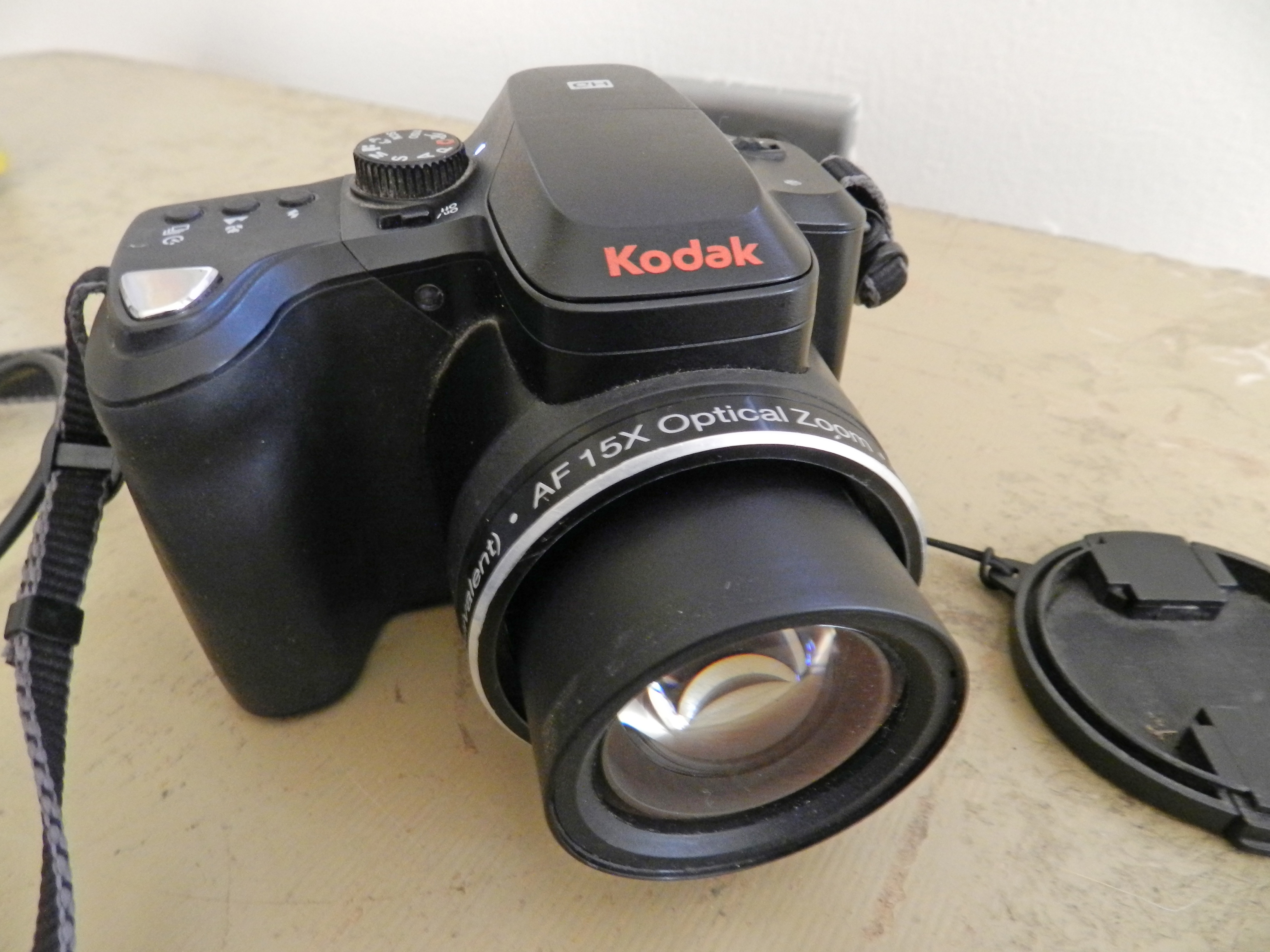
كاميرا رقمية كوداك إيزي شير Z1015 IS

تم تصميم وبناء العديد من الكاميرات الرقمية المدمجة المبكرة من كوداك بواسطة صناعات شينون، وهي شركة يابانية لتصنيع الكاميرات. في عام 2004، استحوذت شركة كوداك اليابان على شركة شينون وانضم العديد من مهندسيها ومصمميها إلى شركة كوداك اليابان.
أصدرت كوداك سلسلة كوداك DCS للكاميرات الرقمية ذات العدسة المنعكسة أحادية العدسة وظهر الكاميرا الرقمية في التسعينيات والعقد الأول من القرن الحادي والعشرين، وتوقفت في عام 2005. لقد استندت إلى الكاميرات ذات العدسة الأحادية العاكسة ذات الأفلام مقاس 35 مم من نيكون وكانون، وتضمنت المجموعة كاميرا كوداك DCS الأصلية، وهي أول كاميرا ذات عدسة أحادية عاكسة رقمية متاحة تجاريًا.
في يوليو 2006، أعلنت كوداك أن شركة فلكس ستصنع وتساعد في تصميم كاميراتها الرقمية.

#### إطارات الصور الرقمية
دخلت كوداك لأول مرة سوق إطارات الصور الرقمية باستخدام إطار الصور الذكي من كوداك في الربع الأخير من عام 2000. تم تصميمه بواسطة نسج الابتكارات وتم ترخيصه لشركة كوداك بعلاقة حصرية مع شبكة نسج ستوري بوكس للصور عبر الإنترنت. أصحاب الإطار الذكي متصلون بالشبكة عبر اتصال هاتف تناظري مدمج في الإطار. يمكن أن يحتوي الإطار على 36 صورة داخليًا ويأتي مع اشتراك مجاني لمدة ستة أشهر في شبكة ستوري بوكس.
دخلت كوداك مرة أخرى إلى سوق إطارات الصور الرقمية في معرض الإلكترونيات الاستهلاكية في عام 2007 مع تقديم أربعة طرازات جديدة تحمل علامة ايزي شير والتي كانت متوفرة بأحجام تتراوح من 200 إلى 280 ملم (7.9 إلى 11.0 بوصة)، وتضمنت فتحات متعددة لبطاقات الذاكرة، وبعضها تضمين إمكانية واي فاي للاتصال بمعرض كوداك - تم الآن اختراق وظيفة المعرض هذه بسبب تغييرات سياسة المعرض (انظر أدناه).

#### معرض كوداك
في يونيو 2001، اشترت كوداك موقع تطوير الصور Ofoto، والذي أعيدت تسميته فيما بعد معرض كوداك. يتيح موقع الويب للمستخدمين تحميل صورهم في ألبومات ونشرها في مطبوعات وإنشاء لوحات ماوس وتقويمات وما إلى ذلك. في 1 مارس 2012، أعلنت كوداك أنها باعت معرض كوداك إلى شاترفلاي مقابل 23.8 مليون دولار.

#### تصوير الوثيقة
توفر كوداك تقنية المسح. تاريخياً، بدأت هذه الصناعة عندما دخل جورج إيستمان في شراكة مع البنوك في صورة الشيكات في عشرينيات القرن الماضي. من خلال تطوير تقنية الميكروفيلم، تمكنت إيستمان كوداك من توفير تخزين طويل المدى للوثائق. كان تصوير المستندات أحد حلول التصوير الأولى للانتقال إلى تقنية «التصوير الرقمي». قامت كوداك بتصنيع أول ماسحات ضوئية رقمية للمستندات لتصوير المستندات عالي السرعة. تقوم كوداك اليوم بتصنيع ماسحات ضوئية للبنوك والتمويل والتأمين والرعاية الصحية وغيرها من الصناعات الرأسية. توفر كوداك أيضًا برامج التقاط المستندات وخدمات عمليات الأعمال ذات الصلة. استحوذت إيستمان كوداك على قسم الماسح الضوئي باو بيل وهاويل في سبتمبر 2009.

#### فيلم التصوير الفوتوغرافي والورق
تواصل كوداك إنتاج أفلام وأفلام متخصصة لتنسيقات المستهلك الأحدث والأكثر شيوعًا، لكنها توقفت عن تصنيع الأفلام بتنسيقات أقدم وأقل شيوعًا.
كوداك هي شركة رائدة في إنتاج ورق هاليد الفضة المستخدم في الطباعة من الأفلام والصور الرقمية. تستخدم مصانع مينيلابس الموجودة في متاجر البيع بالتجزئة وعمليات معامل الصور المركزية الأكبر ورق هاليد الفضة لطباعة الصور. في عام 2005، أعلنت كوداك أنها ستتوقف عن إنتاج ورق الصور بالأبيض والأسود.

#### أكشاك الصور

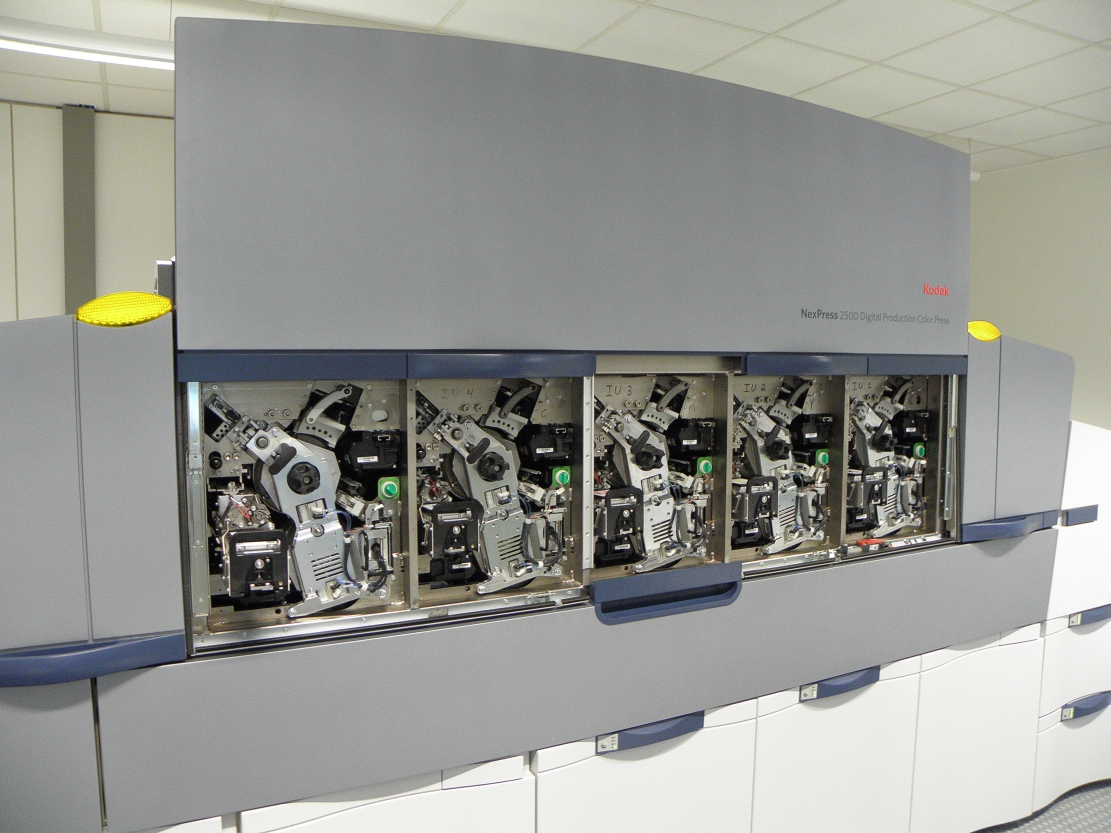
مطبعة كوداك نيكس برس2500 الرقمية

كوداك هي شركة مصنعة لأكشاك الصور ذاتية الخدمة التي تنتج «مطبوعات في ثوانٍ» من مصادر متعددة بما في ذلك المدخلات الرقمية والمطبوعات الممسوحة ضوئيًا وفيسبوك ومعرض كوداك والطلبات المقدمة عبر الإنترنت باستخدام طابعات التسامي الحراري. وضعت الشركة أكثر من 100000 كشك صور في مواقع البيع بالتجزئة في جميع أنحاء العالم. باستخدام تقنية مماثلة، تقدم كوداك أيضًا أنظمة طباعة أكبر مع إمكانات إضافية بما في ذلك بطاقات المعايدة المزدوجة وطابعات الملصقات الكبيرة الحجم والكتب المصورة والتقويمات تحت الاسم التجاري «ابيكس».

#### التصوير عند الطلب
بعد عامين من التطوير، أطلقت كوداك بهدوء منصة خدمات التصوير الفوتوغرافي عند الطلب، كوداكيت، التي تقدم خدمة التصوير بنقرة واحدة في 92 مدينة، 37 دولة في أوائل عام 2016. تم الإعلان رسميًا عن الإطلاق في يناير 2017 في معرض الإلكترونيات الاستهلاكية في لاس فيغاس. استهدفت كوداك في البداية المستهلكين الذين يبحثون عن تصوير حفلات الزفاف والصور الشخصية، ولكن سرعان ما تحولت نحو الشركات التي تسعى إلى التصوير الفوتوغرافي بكميات كبيرة - العقارات، والتصوير الفوتوغرافي للأطعمة، ولقطات الرأس. بعد أن فشلت في توليد قوة دفع كافية لتبرير وجودها ومواجهة المنافسة من الشركات الناشئة سريعة النمو مثل ميرو وسبلينتو، أعلنت الشركة الفرعية ومقرها سنغافورة أنها ستغلق العمليات.

## عمليات

### الشركات التابعة
- كوداك المحدودة (المملكة المتحدة)
  - يقع المقر الرئيسي للمبيعات والتسويق للشركة في واتفورد، المملكة المتحدة، مع شركة كوداك ألاريس العاملة في هيميل هيمبستيد، هيرتفوردشاير.
  - كانت منشآت التصنيع موجودة في هارو في شمال غرب لندن (كوداك هارو، أغلقت في 2016)، مورلي في ليدز (أغلقت في 2014[167])، كيركبي بالقرب من ليفربول (أغلقت في 2007)، أنيسلي في نوتنغهامشير (أغلقت في 2005).
- شركة خطوط الأنابيب العائمة
  - شركة خطوط الأنابيب العائمة، الولايات المتحدة / كندا.
  - شركة خطوط الأنابيب العائمة إيطاليا.
- مجموعة كوداك للجرافيك للاتصالات (كوداك إسرائيل)

## معامل أبحاث كوداك
تم إنشاء معامل كوداك للأبحاث في عام 1912 وكان كينيث ميس أول مدير لها. كانت المكونات الرئيسية لمختبرات أبحاث كوداك هي مختبرات أبحاث التصوير الفوتوغرافي ثم مختبرات أبحاث التصوير. وتشمل المنظمات الأخرى مختبرات أبحاث الشركات. على مدار ما يقرب من قرن من الزمان، أنتج العلماء في هذه المختبرات آلاف براءات الاختراع والمنشورات العلمية.

## مشاهير

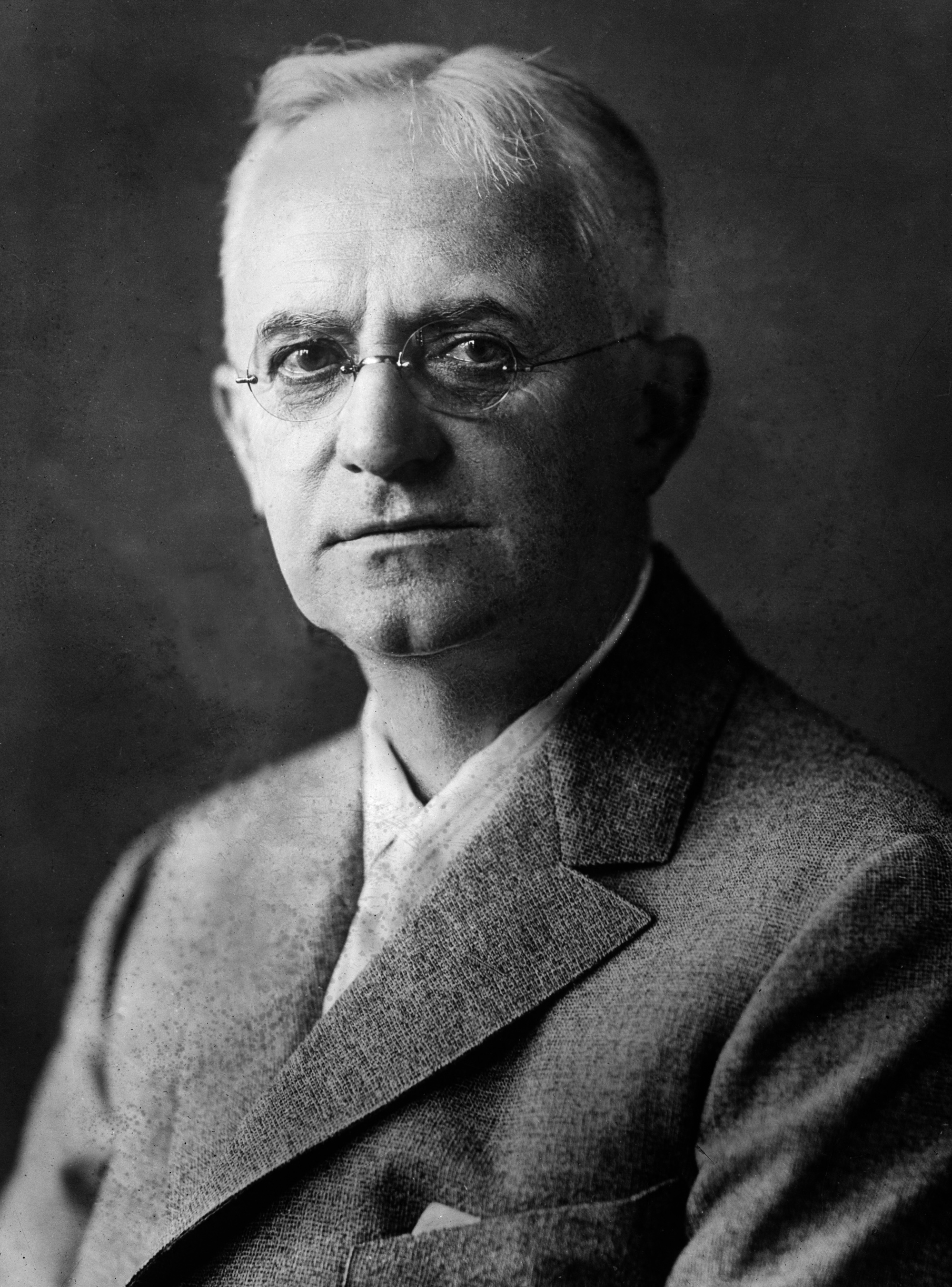
جورج إيستمان

### القيادة
| اسم                | عنوان               | فترة                              |
| ------------------ | ------------------- | --------------------------------- |
| هنري أ. سترونج     | رئيس                | 1884 – يوليو 26، 1919             |
| جورج ايستمان       | رئيس                | 1921 – أبريل 7، 1925              |
| وليام جي ستوبر     | رئيس                | 1925–1934                         |
| فرانك دبليو لوفجوي | رئيس                | 1934 – 1941                       |
| توماس جيه هارجريف  | رئيس                | 1941 – 1952                       |
| ألبرت ك.شابمان     | رئيس                | 1952 – 1960                       |
| وليام س. فون       | رئيس ومدير تنفيذي   | 1960 – ديسمبر 31، 1968            |
| لويس ك. إيلرز      | رئيس ومدير تنفيذي   | يناير 1، 1969 – مايو 17، 1972     |
| روبرت موير         | رئيس                | 1976-1989                         |
| جيرالد ب زورنو     | رئيس                | 1970–1984                         |
| والتر إيه فالون    | مدير تنفيذي         | مايو 18، 1972 – 1983              |
| كولبي إتش تشاندلر  | مدير تنفيذي         | مايو 1983 – يونيو 1990            |
| كاي آر وايتمور     | مدير تنفيذي         | يونيو 1990 – أكتوبر 27، 1993      |
| جورج إم سي فيشر    | مدير تنفيذي         | أكتوبر 28، 1993 – ديسمبر 31، 1999 |
| دانيال أ. كارب     | مدير تنفيذي         | يناير 1، 2000 – مايو 31، 2005     |
| أنطونيو إم بيريز   | رئيس ومدير التنفيذي | يونيو 1، 2005 – 2014              |
| جيف كلارك          | مدير تنفيذي         | مارس 12، 2014 – فبراير 21، 2019   |
| جيم كونتينزا       | رئيس تنفيذي         | فبراير 21، 2019 – الحاضر          |

#### مجموعة مخرجين
اعتبارًا من أكتوبر 2020:
- جيمس كونتينينزا، رئيس مجلس الإدارة والمدير التنفيذي لشركة كوداك.
- ريتشارد برادلي، الرئيس التنفيذي السابق لشركة موزيدو.
- جيفري إنجلبرج، المؤسس المشارك لشركة الاستشارات المضافة ورأس المال.
- جورج كارفنكل رئيس مجلس إدارة صبر.
- فيليب كاتز، مدير تنفيذي في الاتحاد الأوروبي لشركات النقل الجوي.
- جايسون نيو، الرئيس التنفيذي المشارك لشركة ائتمان أونكس.
- وليام باريت، الرئيس التنفيذي السابق لشركة ديلويت.

### العلماء
- برايس باير، عالم ألوان (1929-2012)
- هاري كوفر، كيميائي بوليمر (1917-2011)
- إف. جاي دوارتي، فيزيائي ليزر ومؤلف (اليسار في عام 2006)
- لويد أ. جونز، عالم فيزياء التمويه (1884–1954)
- موريس لويال هوجينز، عالم البوليمرات (1897-1981)
- رودولف كينجسليك، مصمم بصري (1903-2003)
- ديفيد ماك آدم، عالم ألوان (1910-1998)
- كينيث ميس، عالم أفلام ومؤسس مختبرات الأبحاث (1882-1960)
- بيرلي جي نوتنج، فيزيائي ومؤسس جمعية البصريات الأمريكية (1873-1949)
- ستيفن ساسون، مهندس كهربائي
- ستيفن فان سليك، عالم ثنائي عضوي باعث للضوء (اليسار عام 2010)
- وارن جيه سميث، مهندس بصري (1922-2008)
- تشينغ دبليو تانغ، عالم ثنائي عضوي باعث للضوء (يسار عام 2006)
- آرثر ويدمر، رائد أفلام المؤثرات الخاصة ومتلقي جائزة أكاديمية فنون وعلوم الصور المتحركة (1914-2006)

### المصورين
- جانيت كلوت، مصورة بحثية (1918-2009)

## أرشفة التبرع
في عام 2005، تبرعت كوداك كندا بأرشيف الشركة التاريخي بالكامل إلى جامعة رايرسون في تورنتو، أونتاريو، كندا. حصلت مكتبة جامعة رايرسون أيضًا على مجموعة واسعة من المواد حول تاريخ التصوير الفوتوغرافي من المجموعة الخاصة لنيكولاس إم ومارلين أ. جرافير من روتشستر، نيويورك. تحتوي أرشيفات كوداك، التي بدأت في عام 1909، على مجموعة الكاميرا الخاصة بالشركة، والصور التاريخية، والملفات، والنشرات التجارية، ومجلات كوداك، وقوائم الأسعار، ودفاتر التسجيلات اليومية، والمعدات، والأشياء الزائلة الأخرى. وهو يتضمن محتويات متحف مجموعة تراث كوداك، وهو متحف تم إنشاؤه في عام 1999 للاحتفال بالذكرى المئوية لشركة كوداك بكندا وأغلقته شركة كوداك في عام 2005 جنبًا إلى جنب مع حرم الشركة التصنيعي «كوداك هايتس» بأكمله في ماونت دينيس، تورنتو.

## الخلافات

### أفضل الأعمال المكتبية
في 26 مارس 2007، أعلن مجلس مكاتب الأعمال الأفضل أن إيستمان كوداك كانت تستقيل من عضويتها الوطنية في أعقاب إجراءات الطرد التي بدأها مجلس إدارة مصرف البحرين المركزي. في عام 2006، أخطرت كوداك BBB في شمال ولاية نيويورك بأنها لن تقبل أو تستجيب لشكاوى المستهلكين المقدمة من قبلهم. في السنوات السابقة، استجابت كوداك بتقديم تعديل أو شرح لموقف الشركة للمستهلكين. يحتوي ملف BBB على شكاوى المستهلكين بشأن مشاكل إصلاح كاميرات كوداك الرقمية، بالإضافة إلى صعوبة التواصل مع خدمة عملاء كوداك. من بين الشكاوى الأخرى، يقول المستهلكون إن الكاميرات الخاصة بهم تحطمت وتم محاسبتهم على الإصلاحات عندما لم يكن العطل نتيجة أي ضرر أو سوء استخدام. يقول البعض إن كاميراتهم تعطلت مرة أخرى بعد إصلاحها.
قالت كوداك إن فرق خدمة العملاء وخصوصية العملاء خلصت إلى أن 99% من جميع الشكاوى التي تم إرسالها بواسطة BBB تم التعامل معها بالفعل مباشرة مع العميل. قال بريان أوكونور، كبير مسؤولي الخصوصية في كوداك، إن الشركة فوجئت بالبيان الإخباري الذي وزعه مكتب أفضل الأعمال المكتبية:

### التقاضي بشأن براءات الاختراع
في عام 2010، رفعت شركة أبل دعوى انتهاك براءات الاختراع ضد شركة كوداك. في 12 مايو 2011، رفض القاضي روبرت روجرز مزاعم شركة أبل بأن كوداك قد انتهكت اثنتين من براءات اختراعها للتصوير الرقمي.
في 1 يوليو 2011، ألغت لجنة التجارة الدولية الأمريكية جزئيًا قرارًا صدر في يناير عن قاضي قانون إداري ينص على عدم انتهاك أبل ولا بحث جار لبراءات اختراع كوداك. أعادت لجنة التجارة الدولية الأمر لمزيد من الإجراءات أمام قاضي القانون الإداري.